# Parc national de Mesa Verde
Le parc national de Mesa Verde (Mesa Verde signifie « Plateau vert » en espagnol) est un parc national des États-Unis, et site du patrimoine mondial de l'UNESCO, situé dans le comté de Montezuma, au Colorado. Le parc protège certains des sites archéologiques ancestraux puebloans les mieux préservés des États-Unis.
L'entrée se trouve à quinze kilomètres à l'est de la ville de Cortez.
Fondé par le Congrès et le président Theodore Roosevelt en 1906, le parc occupe 21 000 ha près de la région des Four Corners du sud-ouest américain. Avec plus de 5 000 sites, dont 600 habitats de falaises (en) c'est la plus grande réserve archéologique des États-Unis. Mesa Verde (de l'espagnol pour « table verte ») est surtout connue pour ses structures telles que Cliff Palace, considérée comme la plus grande habitation de falaise en Amérique du Nord.
Démarrant c. 7500 avant J.-C., Mesa Verde fut habitée de façon saisonnière par un groupe de nomades paléo-indiens connu sous le nom de Foothills Mountain Complex. La variété des pointes de projectiles trouvés dans la région indique qu'ils furent influencés par les zones environnantes, compris celles du Grand Bassin, le bassin de San Juan et la Vallée du Rio Grande (en). Plus tard, les peuples établirent des abris semi-permanents dans et autour de la mesa. En 1000 av. J.-C., la Basketmaker culture (en) émergea de la population archaïque locale, et en 750 après J.-C., les Puebloans Ancestraux se développèrent à partir de la culture des Basketmakers.
Les Mesa Verdeans survécurent, utilisant une combinaison de chasse, de cueillette et d'agriculture de subsistance de cultures telles que le maïs, les haricots et les courges. Ils construisirent les premiers pueblos de la mesa peu après 650, et à la fin du XIIe siècle, ils commencèrent à construire les habitations de falaise massives pour lesquelles le parc est le plus connu. En 1285, après une période d'instabilité sociale et environnementale provoquée par une série de sécheresses graves et prolongées, ils abandonnèrent la région et se déplacèrent vers le sud vers des sites en Arizona et au Nouveau-Mexique, notamment Rio Chama (en), le plateau du Pajarito (en) et Santa Fe.
Les principaux sites à visiter dans le parc sont Balcony House et Cliff Palace qui sont les principales maisons troglodytiques du parc. Elles se visitent uniquement en été (ouverture au printemps, fermeture le 9 octobre). Cliff Palace est reconnu comme étant le plus spectaculaire, notamment par sa taille car il possède 150 pièces et pouvait abriter jusqu'à 100 personnes.
La région est devenue parc national le 29 juin 1906 et site du Patrimoine mondial de l'UNESCO le 6 septembre 1978. Le parc a subi deux gros incendies dans les années 1990 et la végétation commence seulement à reprendre le dessus.

## Histoire
4 400 sites ont été répertoriés. Ils furent occupés entre les VIe et XIVe siècles par des Amérindiens Anasazis, ancêtres des Pueblos, qui y construisirent des bâtiments troglodytiques sous les falaises du canyon. C'est l'un des rares exemples persistants à ce jour de la culture amérindienne. Les bâtiments ont entre 700 et 1 400 ans. Les villages eurent leurs fonctions propres, qui pouvaient être soit agricole, artisanale ou religieuse.

### Paléoindiens

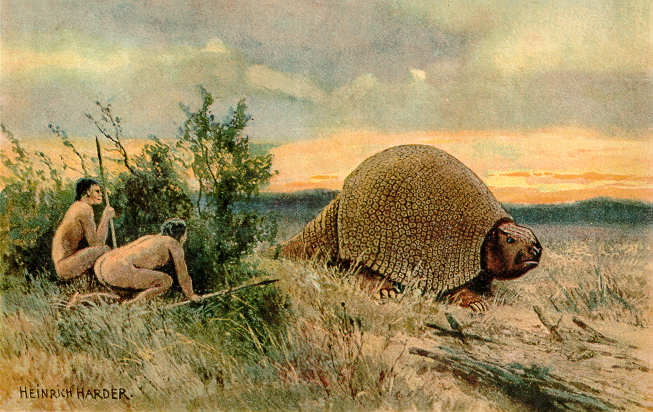
Paléo-Indiens chassant un glyptodon, par Heinrich Harder c. 1920.

Les Paléoindiens de la fin du Pléistocène supérieur étaient porteurs de la culture Clovis puis de la culture Folsom, selon la forme de leurs pointes de projectile. Bien qu'ils laissèrent des preuves de leur présence dans toute la région, rien n'indique qu'ils vécurent dans le centre de Mesa Verde pendant cette période.
Vers 9700 av. J.-C. le climat se réchauffa, ce qui permit le développement des forêts de pins du centre de Mesa Verde et aux animaux d'y prospérer. Les premiers occupants connus de la région de Mesa Verde (en), qui s'étend du sud-est de l'Utah au nord-ouest du Nouveau-Mexique, étaient des nomades paléoindiens qui arrivèrent dans la région vers 9500 av. J.-C.. Ils suivaient des troupeaux de gros gibier et campaient près des rivières et des ruisseaux, dont beaucoup s'asséchèrent pendant que les glaciers qui couvraient autrefois des parties des monts San Juan reculaient.
Les Paléoindiens commencèrent à habiter la mesa en nombre croissant vers 7500 av. J.-C., bien qu'il ne soit pas clair s'ils étaient des occupants saisonniers ou permanents. Le développement de l'atlatl au cours de cette période leur permit de chasser plus facilement le petit gibier, une avancée cruciale à une époque où l'essentiel du gros gibier de la région avait disparu du paysage.

### Holocène moyen

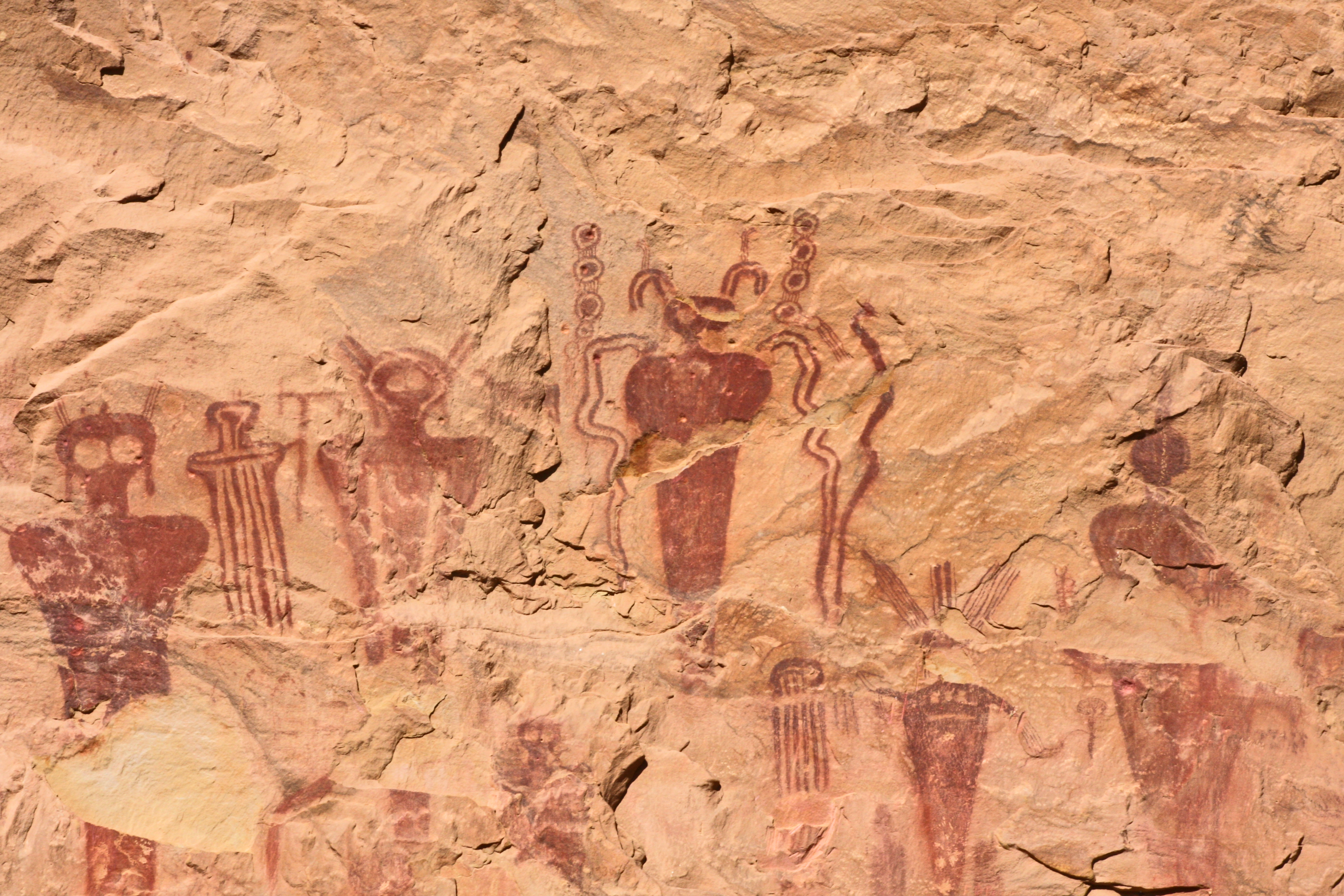
Pictogrammes archaïques, c. 2500 avant J.-C., Sego Canyon, Utah.

Les archéologues divergent quant à savoir l'origine de la population de Mesa Verde au cours de l'Holocène moyen. Certains croient qu'elle se développa exclusivement à partir des Paléoindiens locaux, donnant la culture des Foothill Mountains, mais d'autres suggèrent que la variété des pointes de projectile trouvés à Mesa Verde indique l'influence des zones environnantes, y compris venant du Grand Bassin, du bassin de San Juan et de la Rio Grande Valley (en). Les populations de l'Holocène moyen descendaient probablement des premiers occupants, mais elles furent également influencées par les contacts, le commerce et les mariages mixtes avec des populations des régions périphériques.
Les peuples de l'Holocène vivant près de Mesa Verde utilisaient l'atlatl à la chasse et récoltaient une plus grande variété de plantes et d'animaux que les Paléoindiens, tout en conservant leur mode de vie principalement nomade. Ils habitaient les zones périphériques de la région de Mesa Verde, mais aussi les montagnes, les sommets de mesa et les canyons, où ils produisirent des abris sous roche et un art rupestre, et laissèrent des traces de transformation animale et de pression sur des outils de chaille. La relative stabilité du climat au cours de cette période entraîna l'expansion de la population. Une plus grande aridité entre 5000 et 2500 av. J.-C. a pu conduire certaines populations à rechercher le climat plus humide de Mesa Verde, dont l'altitude plus élevée portait un manteau neigeux en hiver et, couplé aux pluies printanières, fournissait des quantités d'eau suffisamment abondantes.
À la fin de l'Holocène moyen, une part plus importante de personnes vivait dans des abris semi-permanents, qui permirent de préserver des articles périssables telles que paniers, sandales et nattes. Ils commencèrent à fabriquer une variété de figurines d'osier ressemblant généralement à des moutons ou des cerfs. La fin de la période fut marquée par un commerce accru de matières exotiques telles que l'obsidienne et la turquoise. Des coquillages marins et des ormeaux de la côte Pacifique aboutirent à Mesa Verde depuis l'Arizona, et les populations locales les transformèrent en colliers et pendentifs. L'art rupestre prospéra et les gens vécurent dans des maisons rudimentaires faites de boue et de bois.
L'adoption vers 1000 av. J.-C. de la culture du maïs et d'autres plantes, domestiquées plus tôt en Mésoamérique, aboutit à une agriculture rudimentaire qui marqua le début du Néolithique dans la région.

### Culture des tresseurs de corbeilles (Néolithique)

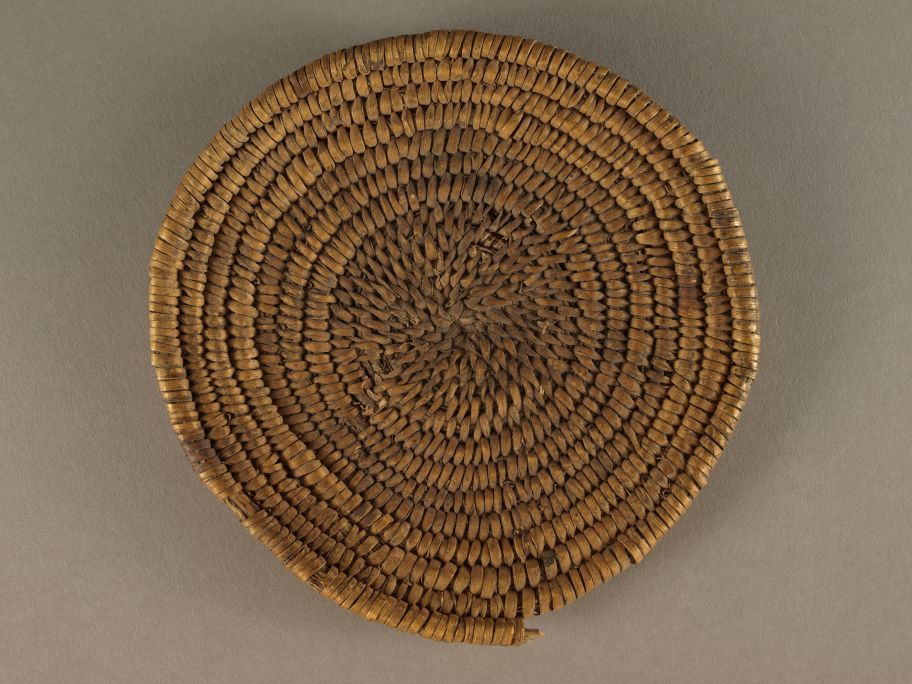
Panier du Basketmaker II, c. 1 to 500.

Avec l'introduction du maïs dans la région de Mesa Verde vers 1000 av. J.-C. et la fin du nomadisme pour se tourner vers des colonies de pithouses (en)(maisons-puits) permanentes, les Mesa Verdeans passèrent à ce que les archéologues appellent la culture des Basketmaker (en) (la culture des tresseurs de corbeilles). Les gens du Basketmaker II (en) se caractérisent par leur combinaison de compétences en matière de recherche de nourriture et d'agriculture, l'utilisation de l'atlatl et la création de paniers finement tressés, en l'absence de poterie en terre cuite. Vers 300 av. J.-C., le maïs devint l'aliment de base des populations du Basketmaker II, qui dépendirent de moins en moins des ressources sauvages et de plus en plus de cultures domestiques .
En plus de la vannerie fine, les gens de Basketmaker II fabriquaient une variété d'articles ménagers à partir de matières végétales et animales, y compris des sandales, des robes, des pochettes, des nattes et des couvertures. Ils fabriquaient également des pipes en argile et des pièces de jeu. Les hommes des basketmakers étaient relativement petits et musclés, mesurant en moyenne moins de 1,65 m. Leurs restes squelettiques révèlent des signes de dur labeur et de longs voyages, y compris une maladie dégénérative des articulations, des fractures cicatrisées et une anémie modérée associée à une carence en fer. Ils enterraient leurs morts près ou au milieu de leurs colonies, et inclurent souvent des articles de luxe comme présents, ce qui pourrait indiquer des différences relatives de statut social.
Les gens des Basketmaker II sont également connus pour leur art rupestre distinct, qui peut être trouvé dans tout Mesa Verde. Il figure des animaux et des personnes, sous des formes à la fois abstraites et réalistes, dans des œuvres uniques et des panneaux plus élaborés. Un sujet commun est le joueur de flute bossu que les Hopis appellent Kokopelli.

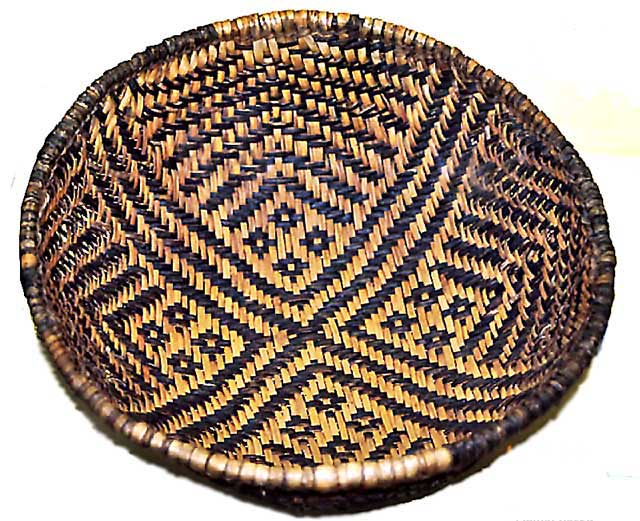
Panier du Basketmaker III, c. 450 à 750.

### Poterie
Vers 500 après J.-C., les atlatls furent supplantés par l'arc et les flèches et les paniers par la poterie, marquant la fin de l'ère Basketmaker II et le début de l'ère Basketmaker III (en). Les récipients en céramique furent une amélioration majeure par rapport aux paniers enduits de poix, gourdes et conteneurs en peau d'animal qui avaient été les réservoirs de stockage primaire de l'eau dans la région. La poterie protégeait également les graines contre moisissures, insectes et rongeurs. Vers 600, les Mesa Verdeans utilisaient des pots en argile pour préparer des soupes et des ragoûts. Des établissements permanents apparurent pour la première fois à cette époque. La population du bassin de San Juan augmenta considérablement après 575, alors qu'il y avait très peu de sites de Basketmaker III à Mesa Verde; au début du VIIe siècle, il y eut de nombreux sites de ce type dans la mesa. Au cours des 150 années suivantes, les villages se composèrent généralement de petits groupes d'une à trois résidences. La population de Mesa Verde vers 675 était d'environ 1 000 à 1 500 personnes .
Des haricots et de nouvelles variétés de maïs furent introduits dans la région vers 700 . Vers 775, certaines colonies se développèrent pour accueillir plus de cent personnes ; la construction de grands bâtiments de stockage hors sol commença à cette époque. Les Basketmakers s'efforcèrent de stocker suffisamment de nourriture pour leur famille pendant un an, mais également conservèrent la mobilité résidentielle afin de pouvoir déplacer rapidement leurs logements en cas d'épuisement des ressources ou de rendements agricoles régulièrement insuffisants. À la fin du VIIIe siècle, les hameaux plus petits, qui étaient typiquement occupés sur une durée de dix à quarante ans, furent supplantés par des plus grands qui virent une occupation continue le temps de deux générations. Les populations de Basketmaker III établirent une tradition de grands rassemblements cérémoniels près des structures (maisons-puits) communautaires.

### Puebloans ancestraux

#### Pueblo I: 750 à 900
750 marque la fin de l'ère Basketmaker III et le début de la période Pueblo I. La transition fut caractérisée par des changements majeurs dans la conception et la construction des bâtiments et dans l'organisation des activités des ménages. Les habitants de Pueblo I doublèrent leur capacité de stockage de nourriture de un an à deux et construisirent des résidences interconnectées toute l'année appelées pueblos. De nombreuses activités ménagères qui étaient auparavant réservées aux maisons-puits souterraines furent déplacées vers ces habitations hors sol. Ce qui changea la fonction des maisons-puits, qui passèrent du statut d'espaces polyvalents à une utilisation principale pour les cérémonies communautaires, bien qu'elles continuent à abriter de grandes familles élargies, en particulier pendant les mois d'hiver. Fin du VIIIe siècle, les Mesa Verdeans commençèrent à construire des structures carrées de fosse que les archéologues appellent des proto kivas qui mesuraient généralement trois ou quatre pieds (0,91 à 1,22 m) de profondeur et douze à vingt pieds (3,7 à 6,1 m) de large.
Les premiers pueblos apparurent à Mesa Verde peu de temps après 650; vers 850, plus de la moitié des Mesa Verdeans y vivaient. À mesure que les populations locales augmentaient, les Puebloans eurent du mal à survivre grâce à la chasse, à la recherche de nourriture et au maraichage, ce qui les rendit de plus en plus dépendants du maïs domestiqué. Ce passage du semi-nomadisme à un mode de vie sédentaire et communautaire changea pour toujours la société ancestrale Pueblo. En une génération, le nombre moyen de ménages dans ces établissements passa de 1-3 à 15-20, avec une population moyenne de deux cents personnes. La densité de population augmenta de façon spectaculaire, avec jusqu'à une douzaine de familles occupant à peu près le même espace que celui qui en avait auparavant hébergé deux. Cela renforça la sécurité contre les raids et encouragea une plus grande coopération entre les résidents. Cela facilita également le commerce et les mariages mixtes entre les clans, et à la fin du XIVe siècle, alors que la population de Mesa Verde était augmentée par des colons du sud, quatre groupes culturels distincts occupaient les mêmes villages.
Les grandes colonies de Pueblo I revendiquèrent les ressources trouvées dans un rayon de 39 à 78 km2. Elles furent généralement organisées en groupes d'au moins trois et espacées d'environ 1,6 km. En 860, il y avait environ 8 000 personnes vivant à Mesa Verde.
Dans les places des plus grands villages, les habitants de Pueblo I creusèrent des structures de fosses massives de 74 m2 (800 pieds carrés) qui devinrent des lieux de rassemblement centraux. Ces structures représentent les premières expressions architecturales de ce qui allait devenir les Great houses de l'ère Pueblo II (en) du Chaco Canyon . Malgré une croissance robuste au début et au milieu du IXe siècle, des précipitations imprévisibles et des sécheresses périodiques conduisirent à un renversement spectaculaire des tendances de peuplement dans la région. De nombreux villages de la fin du Pueblo I furent abandonnés après moins de quarante ans d'occupation, et en 880 la population de Mesa Verde fut en déclin constant. Le début du Xe siècle vit le dépeuplement généralisé de la région, comme les gens émigraient au sud de la rivière de San Juan au Chaco Canyon à la recherche de pluies fiables pour l'agriculture. Comme les Mesa Verdeans migraient vers le sud, là où beaucoup de leurs ancêtres avaient émigré deux cents ans auparavant, l'influence de Chaco Canyon grandit et en 950 Chaco supplanta Mesa Verde comme centre culturel de la région.

#### Pueblo II: 900 à 1150

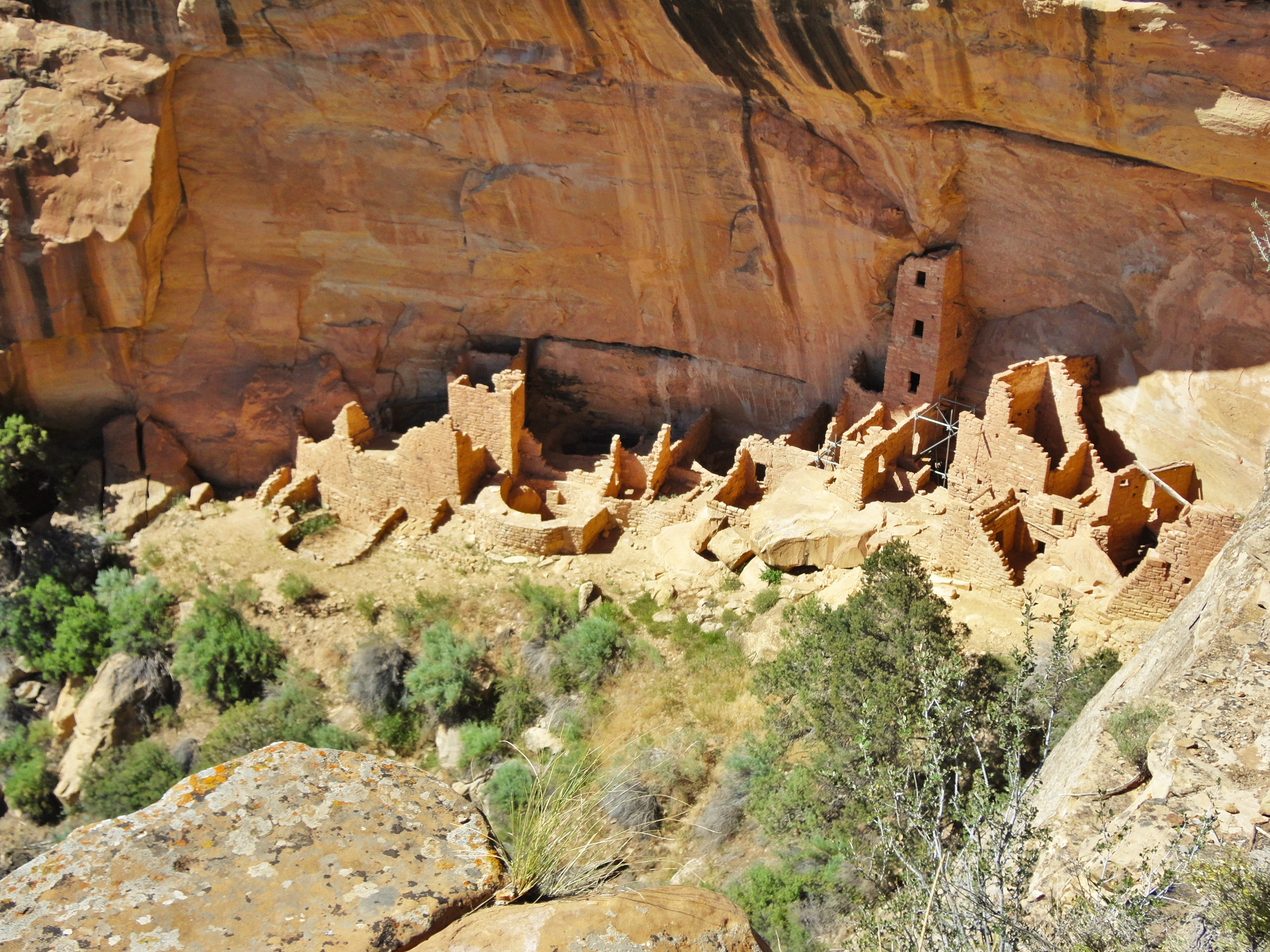
Square Tower House.

La période Pueblo II fut marquée par la croissance et le rayonnement des communautés centrées autour des grandes maisons du Chaco Canyon. Malgré leur participation au vaste système Chacoan, les Mesa Verdeans conservèrent une identité culturelle distincte, mêlant innovation régionale et tradition ancienne à la source de nouvelles avancées architecturales; Les pueblos mesa verdiens du IXe siècle influencèrent deux cents ans de construction de grandes maisons chacoennes. Les sécheresses pendant la fin du IXe siècle rendirent l'aridoculture des Mesa Verdean peu fiable, ce qui conduisit à des récoltes croissantes seulement près des terres irriguées pendant les 150 années suivantes. Les rendements des cultures revinrent à des niveaux sains au début du XIe siècle. En 1050, la population de la région commenca à rebondir; à mesure que la prospérité agricole augmentait, les gens immigrèrent à Mesa Verde depuis le sud.
Les fermiers de Mesa Verdean comptèrent de plus en plus sur les réservoirs en maçonnerie pendant l'ère Pueblo II. Au XIe siècle, ils construisirent des barrages de correction (en) et des terrasses près des terres irriguées et des dénivellations dans le but de préserver les sols du ruissellement. Ces champs compensent le danger de mauvaises récoltes dans les champs plus grands consacrés à l'aridoculture. Au milieu du Xe siècle et au début du XIe siècle, les protokivas évoluèrent en des structures circulaires plus petites appelées kivas, qui mesuraient généralement 12 pieds (3,7 mètres) à 15 pieds de large. Ces kivas de style Mesa Verde comprenaient une caractéristique des temps anciens appelée sipapu, qui consiste en un trou creusé dans la partie nord de la chambre et qui symbolise le lieu d'émergence des Anciens Puebloan de la terre. À cette époque, les Mesa Verdeans commencèrent à s'éloigner de la construction de style jacal à poteau et torchis qui marqua la période Pueblo I pour la construction de maçonnerie, qui avait été utilisée dans la région dès 700, mais ne s'était pas répandue avant les XIe et XIIe siècles.
L'expansion de l'influence chacoenne dans la région de Mesa Verde laissa sa marque la plus visible, sous la forme de grandes maisons en maçonnerie de style Chaco qui devinrent le point focal de nombreux villages mesa verdiens après 1075. Far View House, la plus grande d'entre elles, est considéré comme une « aberration » classique du Chaco, pour laquelle la construction probablement commença entre 1075 et 1125, bien que certains archéologues affirment qu'elle commença dès 1020. Les pueblos en bois et en terre de l'époque étaient généralement habités pendant environ vingt ans. Au début du XIIe siècle, le locus de contrôle régional se déplaça loin de Chaco, à Aztec, Nouveau Mexique, dans la région méridionale de Mesa Verde . En 1150, la sécheresse de nouveau induisit un stress chez les habitants de la région, conduisant à un arrêt temporaire de la construction des grandes maisons à Mesa Verde.

#### Pueblo III: 1150 à 1300

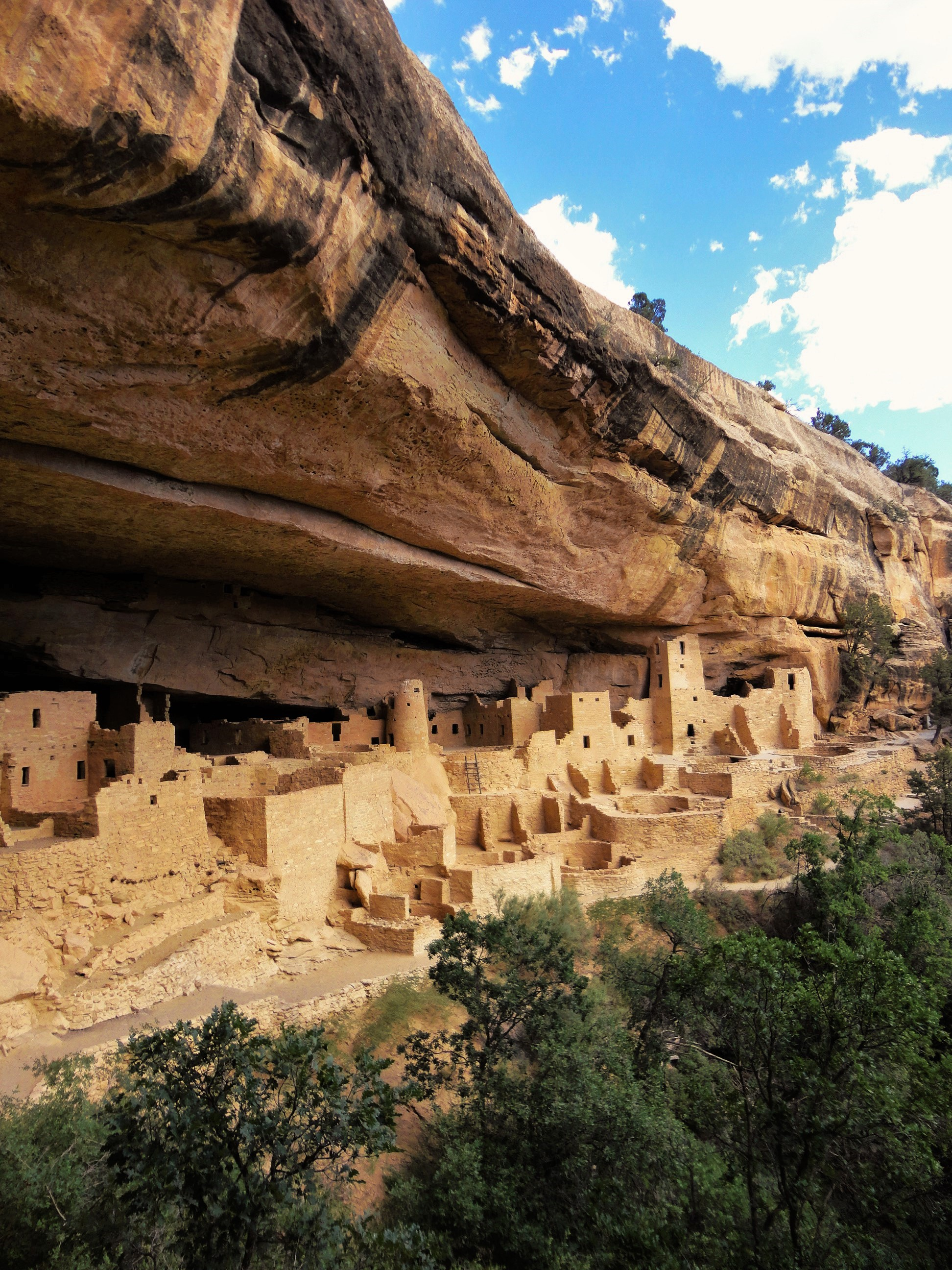
Cliff Palace, la plus grande demeure de falaise du parc national de Mesa Verde.

Une grave sécheresse de 1130 à 1180 conduisit à un dépeuplement rapide dans de nombreuses parties du bassin de San Juan, en particulier à Chaco Canyon. À mesure que le vaste système de Chacoan s'effondrait, les gens de plus en plus migrèrent vers Mesa Verde, provoquant une croissance démographique importante dans la région. Cela conduisit à des implantations beaucoup plus grandes, de six à huit cents personnes, ce qui réduisit la mobilité des Mesa Verdiens, qui avaient dans le passé fréquemment délocalisé leurs habitations et leurs champs dans le cadre de leur stratégie agricole. Afin de soutenir ces populations plus importantes, ils consacrèrent de plus en plus de leur travail à l'agriculture. L'augmentation de la population également conduisit à une augmentation de l'abattage d'arbres qui réduisit l'habitat de nombreuses espèces de plantes et d'animaux sauvages sur lesquelles les Mesa Verdiens s'appuyaient, renforçant encore leur dépendance à l'égard des cultures domestiques, susceptibles de subir des échecs liés à la sécheresse.
Le système Chacoan amena de grandes quantités de marchandises importées à Mesa Verde à la fin du XIe siècle et au début du XIIe siècle, compris de la poterie, des coquillages et des turquoises ; mais à la fin du XIIe siècle, lorsque le système s'effondra, la quantité de marchandises importées par la mesa rapidement déclina et Mesa Verde s'isola de la région environnante. Pendant environ six cents ans, la plupart des fermiers mesa verdiens vécurent dans de petites propriétés mesa-top d'une ou deux familles. Elles étaient généralement situées près de leurs champs et à distance de marche des sources d'eau. Cette pratique se poursuivit entre le milieu et la fin du XIIe siècle, mais au début du XIIIe siècle, ils commencèrent à vivre dans des canyons proches des sources d'eau et à distance de marche de leurs champs.
Les villages mesa verdean prospérèrent au milieu de l'ère Pueblo III, lorsque les architectes construisirent des bâtiments massifs à plusieurs étages et que les artisans ornèrent la poterie avec des dessins de plus en plus élaborés. Les structures construites pendant cette période furent décrites comme parmi les plus grands trésors archéologiques du monde. Les bâtiments de maçonnerie de Pueblo III furent typiquement occupés pendant environ cinquante ans, plus du double de la durée de vie utilisable des structures jacal de Pueblo II. D'autres furent habités en continu pendant deux cents ans ou plus. Des innovations architecturales telles que des tours et des structures à parois multiples apparurent également à l'ère Pueblo III. La population de Mesa Verde demeura assez stable pendant la sécheresse du XIIe siècle. Au début du XIIIe siècle, y vécurent environ 22 000 personnes. La région connut des augmentations de population modérées au cours des décennies suivantes et des augmentations dramatiques de 1225 à 1260. La plupart des habitants de la région vécurent dans les plaines à l'ouest de la mesa à des endroits tels que Yellow Jacket Pueblo (en), près de Cortez, Colorado. D'autres colonisèrent les bords et les pentes du canyon dans des structures multifamiliales qui atteignirent une taille sans précédent au fur et à mesure que les populations augmentaient. En 1260, la majorité des Mesa Verdeans vécurent dans de grands pueblos qui abritèrent plusieurs familles et plus d'une centaine de personnes .
Le XIIIe siècle vit  69 ans de précipitations inférieures à la moyenne dans la région de Mesa Verde, et après 1270, la région souffrit de températures particulièrement froides. La dendrochronologie indique que le dernier arbre abattu pour la construction sur la mesa fut coupé en 1281. Il y eut une baisse importante des importations de céramique dans la région pendant cette période, mais la production locale resta stable. Malgré des conditions difficiles, les Puebloans continuèrent à cultiver la région jusqu'à ce qu'une période sévèrement sèche de 1276 à 1299 mette fin à sept cents ans d'occupation humaine continue à Mesa Verde. Les archéologues appellent cette période la "Grande Sécheresse". Les derniers habitants de la mesa quittèrent la région c. 1285.

#### Guerre

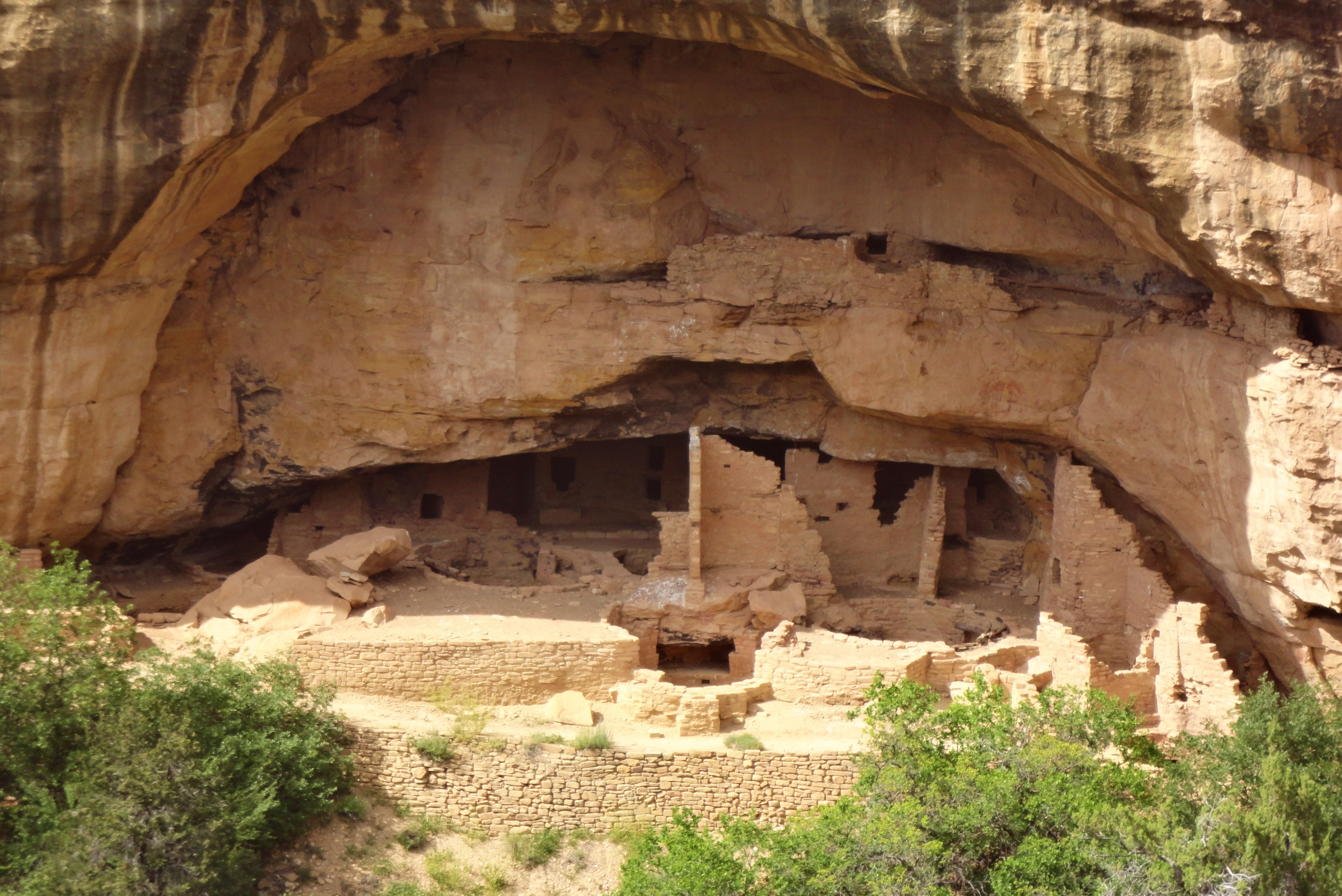
Oak Tree House.

Pendant la période Pueblo III (1150 à 1300), les Mesa Verdeans construisirent de nombreuses tours de maçonnerie en pierre qui probablement servirent de structures défensives. Ils incorporèrent souvent des tunnels cachés reliant les tours aux kivas associés. La guerre fut menée en utilisant les mêmes outils que les Mesa Verdeans utilisaient pour chasser le gibier, compris arcs et flèches, haches en pierre, clubs et lances en bois. Ils fabriquèrent également des boucliers en peau et en vannerie qui n'étaient utilisés que pendant les batailles. Des guerres périodique se produisirent sur la mesa tout au long du XIIIe siècle. Les chefs civiques de la région probablement acquirent pouvoir et prestige en distribuant de la nourriture pendant les périodes de sécheresse. Ce système probablement tomba en panne pendant la "Grande Sécheresse", conduisant à une guerre intense entre clans concurrents. L'incertitude économique et sociale croissante pendant les dernières décennies du siècle conduisit à un conflit généralisé. Des traces de villages partiellement incendiés et de traumatismes post-mortem ont été découverts, et les habitants d'un village semblent avoir été victimes d'un massacre à l'échelle du site.
Des preuves de violence et de cannibalisme ont été documentées dans la région centrale de Mesa Verde . Alors que la violence, qui culmina entre 1275 et 1285, est généralement attribuée à des combats entre Mesa Verdeans, des preuves archéologiques trouvées à Sand Canyon Pueblo, dans les Canyons of the Ancients National Monument, suggèrent que des interactions violentes eurent également lieu entre les Mesa Verdiens et des personnes extérieures à la région. Des preuves d'attaques ont été découvertes par les membres du Crow Canyon Archaeological Center (en) pendant les années 1990. Les agressions, qui également eurent lieu au Castle Rock Pueblo, le monument national, ont été datées de c. 1280, et sont considérés comme ayant effectivement mis fin à plusieurs siècles d'occupation puebloenne sur ces sites. De nombreuses victimes montrent des signes de fractures du crâne et l'uniformité des blessures suggère que la plupart furent infligées avec une petite hache de pierre. D'autres furent scalpés, démembrés et cannibalisés. L'anthropophagie (cannibalisme) a pu être entreprise comme stratégie de survie pendant les périodes de famine. Le dossier archéologique indique que, plutôt que d'être isolé dans la région de Mesa Verde, un conflit violent se répandit en Amérique du Nord à la fin du XIIIe siècle et au début du XIIIe siècle et fut probablement exacerbé par les changements climatiques mondiaux qui affectèrent négativement les approvisionnements alimentaires à travers le continent.

#### Migration
La région de Mesa Verde connut des conditions exceptionnellement froides et sèches au début du XIIIe siècle. Cela put conduire à une migration vers Mesa Verde depuis des endroits moins accueillants. La population supplémentaire induisit un stress dans l'environnement de la mesa, mettant à rude épreuve une société agricole qui souffrait de la sécheresse. Le modèle de précipitation bimodale de la région, qui apportait la pluie pendant le printemps et l'été et les chutes de neige pendant l'automne et l'hiver, commença à faire défaut après 1250. Après 1260, il y eut un dépeuplement rapide de Mesa Verde, alors que des dizaines de milliers de personnes émigraient ou mouraient de faim. Beaucoup de petites communautés dans la région de Four Corners furent également abandonnées pendant cette période . Les Puebloans Ancestraux eurent une longue histoire de migration face à l'instabilité environnementale, mais le dépeuplement de Mesa Verde à la fin du XIIIe siècle fut différent du fait que la région était presque complètement vidée et qu'aucun descendant ne revint pour construire des colonies permanentes. Alors que la sécheresse, l'épuisement des ressources et la surpopulation avaient tous contribué à l'instabilité pendant les deux derniers siècles de l'occupation ancestrale des puebloans, leur dépendance excessive aux cultures de maïs est considéré comme le « défaut fatal » de leur stratégie de subsistance .
Les Mesa Verdiens qui partirent ne laissèrent presque aucune preuve directe de leur migration, mais ils laissèrent des articles ménagers, notamment des ustensiles de cuisine, des outils et des vêtements, ce qui donna aux archéologues l'impression que l'émigration fut aléatoire ou précipitée. On estime que 20 000 personnes vivaient dans la région au XIIIe siècle, mais au début du XIVe siècle, la région était presque inhabitée . Beaucoup d'émigrants déménagèrent au sud de l'Arizona et au Nouveau-Mexique. Bien que le taux de peuplement ne soit pas clair, les augmentations dans les zones peu peuplées, telles que Rio Chama (en), le Pajarito Plateau (en) et Santa Fe, correspondent directement à la période de migration de Mesa Verde. Les archéologues pensent que les Mesa Verdiens s'installèrent dans les zones proches du Rio Grande, où la poterie noir sur blanc de Mesa Verde se répandit au cours du XIVe siècle, probablement liée aux ménages qui les rejoignirent et non à des intrus indésirables. Les archéologues considèrent cette migration comme une continuation, par opposition à une dissolution, de la société et de la culture ancestrales puebloennes. Beaucoup d'autres déménagèrent sur les rives de Little Colorado River, dans l'ouest du Nouveau-Mexique et à l'est de l'Arizona. Alors que les archéologues ont tendance à se concentrer sur les facteurs de «poussée» qui poussèrent les Mesa Verdeans loin de la région, il y eut aussi plusieurs « facteurs d'attraction » environnementaux, tels que des températures plus chaudes, de meilleures conditions agricoles, du bois abondant et des troupeaux de bisons, qui incitèrent à déménager dans la zone près du Rio Grande. En plus des nombreuses colonies le long du Rio Grande, les descendants contemporains des Mesa Verdeans vivent dans des pueblos à Acoma, Zuni, Jemez Pueblo, New Mexico (en) et Laguna (en) .

#### Organisation
Bien que Chaco Canyon ait pu exercer un contrôle régional sur Mesa Verde à la fin du XIe siècle et au début du XIe siècle, la plupart des archéologues considèrent la région de Mesa Verde comme un ensemble de petites communautés basées sur des sites centraux, et des valeurs aberrantes connexes qui n'ont jamais été pleinement intégrées dans une structure civique plus grande. Plusieurs routes anciennes, mesurant en moyenne 15 pieds (4,6 mètres) de large et bordées de bermes en terre, furent identifiées dans la région. La plupart semblent relier les communautés et les sanctuaires; d'autres encerclent de grands sites de maisons. L'étendue du réseau n'est pas claire, mais aucune route n'a été découverte menant à la Great North Road (en) Chacoan ou reliant directement les sites de Mesa Verde et Chacoan.
Des sanctuaires ancestraux puebloans, appelés Herradura (en), furent identifiés près de segments de route dans la région. Leur but n'est pas clair, mais plusieurs fers à cheval en forme de C furent mis au jour, et on pense qu'ils étaient des « sanctuaires directionnels » utilisés pour indiquer l'emplacement des grandes maisons  .

#### Architecture

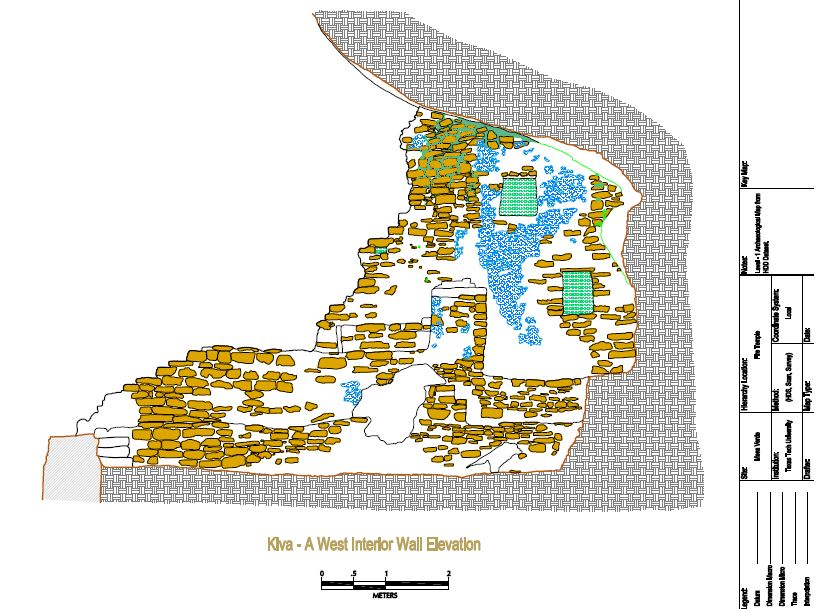
Vue en coupe de Kiva A dans le temple du feu de Mesa Verde, déduit de données de balayage laser collectées par un partenariat CyArk/National Park Service. Puisque le temple du feu a été au moins partiellement construit pour se conformer aux dimensions de l'alcôve de la falaise, il n'est ni de forme ronde ni vraiment souterrain comme d'autres structures généralement définies comme des Kivas.

Mesa Verde est surtout connue pour un grand nombre d'habitations de falaise bien préservées, de maisons construites dans des alcôves ou de surplombs rocheux le long des parois du canyon . Les structures contenues dans ces alcôves étaient pour la plupart des blocs de grès dur, maintenus ensemble et enduits de mortier d'adobe. Les constructions spécifiques présentaient de nombreuses similitudes mais étaient généralement de forme unique en raison de la topographie individuelle des différentes alcôves le long des parois du canyon. En contraste marqué avec les constructions et les villages antérieurs au sommet des mesas, les habitations sur les falaises de Mesa Verde reflétaient, au cours du XIIIe siècle, une tendance à l'échelle de la région à l'agrégation de populations régionales croissantes, dans des quartiers proches et hautement défendables.
Les bâtiments de Pueblo furent construits avec de la pierre, des fenêtres orientées au sud et en forme de U, E et L. Les bâtiments situés plus près les uns des autres reflétaient l'approfondissement de la célébration religieuse. Les tours furent construites près des kivas et probablement utilisées comme tour de guêt. La poterie devint plus polyvalente, compris les pichets, louches, bols, bocaux et vaisselle pour la nourriture et les boissons. Des poteries blanches aux motifs noirs émergèrent, les pigments provenant de plantes. Des techniques de gestion et de conservation de l'eau, compris l'utilisation de réservoirs et de barrages de rétention de limon, également émergèrent pendant cette période. Le styles de ces constructions en grès/mortier, tant en surface qu'en falaise, comprenaient des fenêtres et des portes en forme de T. Cela fut compris par certains archéologues, compris Stephen H. Lekson, comme la preuve de la portée continue du système Chacoan. D'autres chercheurs verront ces éléments comme faisant partie d'un style Puebloan plus généralisé ou d'une signification spirituelle plutôt que comme une preuve d'un système socio-économique d'élite spécifique continu.
Alors qu'une grande partie de la construction sur ces sites est conforme aux formes architecturales communes de Pueblo, compris les kivas, les tours et les Pit-houses (en) (maisons puits), les restrictions d'espace de ces alcôves nécessitèrent ce qui semble avoir été une concentration beaucoup plus dense de leurs populations. Mug House, une habitation typique de la falaise de l'époque, abritait environ 100 personnes qui partageaient 94 petites chambres et huit kivas construites les unes contre les autres et partageant plusieurs de leurs murs; les constructeurs de ces zones maximisèrent l'espace de toutes les manières possibles, sans qu'aucune zone ne soit considérée comme interdite à la construction.

#### Astronomie

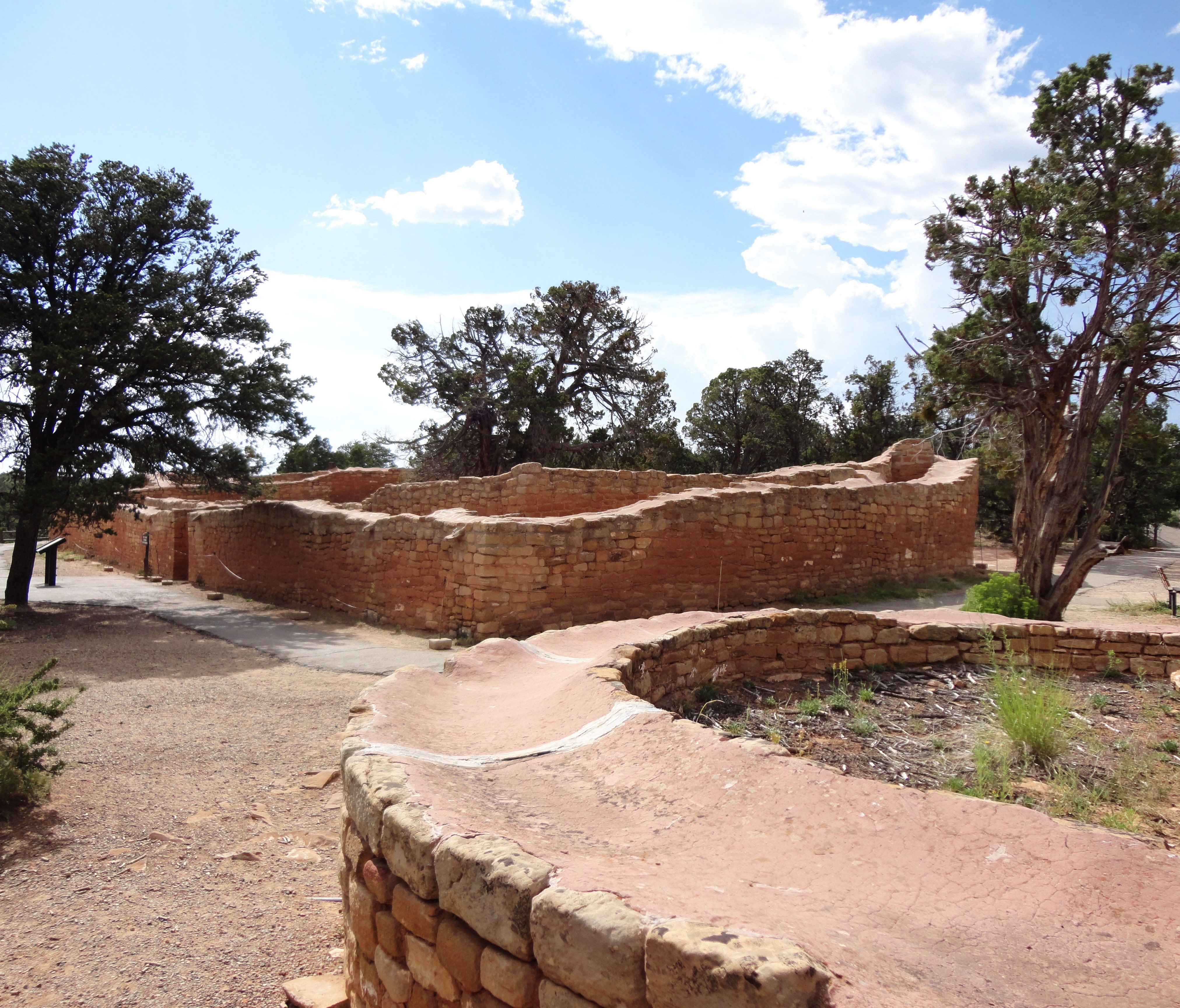
Temple du Soleil à Mesa Verde.

Les Mesa Verdeans utilisèrent des observations astronomiques pour planifier leurs cérémonies agricoles et religieuses, en s'inspirant à la fois des caractéristiques naturelles du paysage et des structures de maçonnerie construites à cet effet. Plusieurs grandes maisons de la région furent alignées sur les directions cardinales, qui positionnaient les fenêtres, les portes et les murs le long du trajet du soleil, dont les rayons indiqueraient le passage des saisons. On pense que le temple du soleil de Mesa Verde était un observatoire astronomique.
Le temple est en forme de D et son alignement est à 10,7 degrés du vrai est-ouest. Son emplacement et son orientation indiquent que ses constructeurs avaient compris les cycles du soleil et de la lune. Il est aligné sur l'arrêt lunaire (en) majeur, qui se produit une fois tous les 18,6 ans, et le coucher du soleil pendant le solstice d'hiver, qui peut être vu en se fixant au-dessus du temple depuis une plate-forme à l'extrémité sud de Cliff Palace, à travers Fewkes Canyon. Au fond du canyon se trouve le foyer du Temple du Soleil, éclairé par les premiers rayons du soleil levant pendant le solstice d'hiver. Le Temple du Soleil est l'une des plus grandes structures exclusivement cérémonielles jamais construites par les Puebloans Ancestraux .

#### Systèmes d'agriculture et de contrôle de l'eau

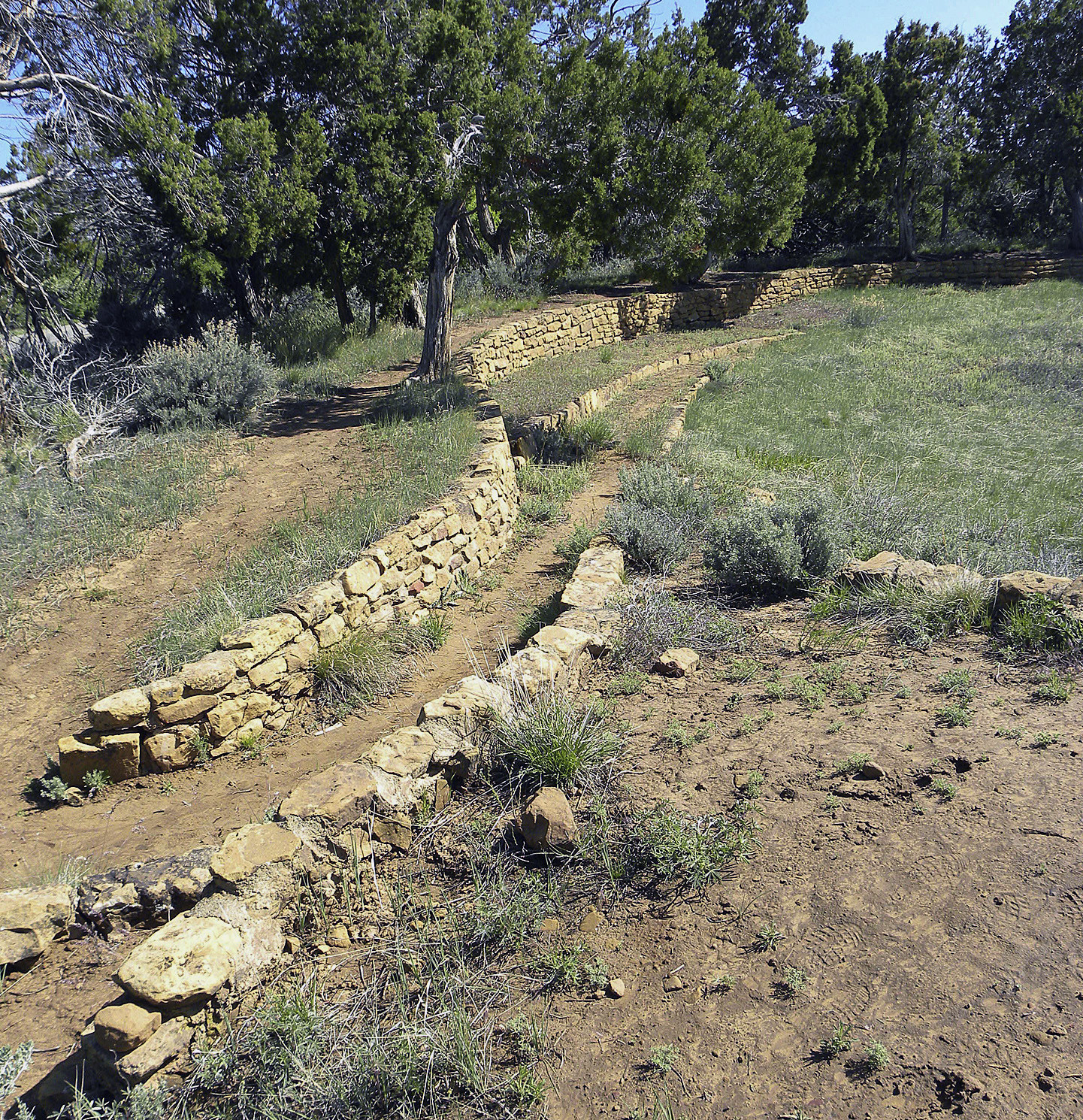
Far View Reservoir.

À partir du XIe siècle, les agriculteurs vivant dans le centre de Mesa Verde cultivèrent du maïs, des haricots et des courges. La combinaison de maïs et de haricots fournissait aux Mesa Verdeans les acides aminés d'une protéine complète (en). Lorsque les conditions étaient bonnes, 3 acre (1,2 hectare) ou 4 de terre fournissaient suffisamment de nourriture pour une famille de trois ou quatre individus pendant un an, à condition qu'elle soit complétée par du gibier et des plantes sauvages. Alors que les Mesa Verdiens comptaient de plus en plus sur le maïs comme aliment de base, le succès ou l'échec des rendements des cultures pesa fortement sur leur vie. La mesa s'inclina légèrement vers le sud, ce qui augmente son exposition au soleil. Avant l'introduction de la poterie, les aliments étaient cuits, rôtis et desséchés. Les roches chaudes jetées dans des récipients pouvaient amener l'eau à bouillir brièvement, mais comme les haricots devaient être bouillis pendant une heure ou plus, leur utilisation n'était pas répandue avant que la poterie ne se soit disséminée dans toute la région. Avec l'augmentation de la disponibilité de la céramique après 600, les haricots devinrent beaucoup plus faciles à cuire. Cela fournit une protéine de haute qualité qui réduisit la dépendance à la chasse. Cela aida également la culture du maïs, car les légumineuses ajoutent des nutriments indispensables aux sols dans lesquels elles sont cultivées, ce qui probablement augmenta les rendements du maïs.
La plupart des Mesa Verdiens pratiquèrent l'agriculture sèche, qui repose sur la pluie pour arroser leurs cultures, mais d'autres utilisèrent le ruissellement, les sources, les petites sources (en)  et les réservoirs naturels de collecte. À partir du XIe siècle, ils creusèrent et entretinrent des réservoirs qui captaient le ruissellement des averses d'été et de la fonte des neiges printanières; certaines cultures furent arrosées à la main. Les archéologues croient qu'avant le XIIIe siècle, les sources et autres réservoirs d'eau étaient considérées comme des ressources publiques partagées, mais comme les Mesa Verdeans déménagèrent dans des pueblos de plus en plus grands construits près ou autour de l'approvisionnement en eau, le contrôle fut privatisé et limité aux membres de la communauté environnante.
Entre 750 et 800, les Mesa Verdeans commencèrent à construire deux grandes structures de rétention d'eau au fond des canyons - les réservoirs Morefield et Box Elder. Peu de temps après, les travaux commencèrent sur deux autres: les réservoirs Far View et Sagebrush, qui mesuraient environ 90 pieds (27 mètres) en travers et construisirent sur le dessus mesa. Les réservoirs se trouvent sur une ligne est-ouest qui s'étend sur environ 10 km, ce qui suggère que les constructeurs suivirent un plan centralisé pour le système. En 2004, l'American Society of Civil Engineers désigna ces quatre structures comme monuments historiques nationaux de génie civil. Une analyse géospatiale de 2014 suggère que ni la collecte ni la rétention d'eau n'étaient possibles dans le Far View Reservoir. Cette interprétation considère la structure comme un espace cérémoniel avec des routes de procession dans une adaptation de la culture chacoenne.

#### Chasse et recherche de nourriture+

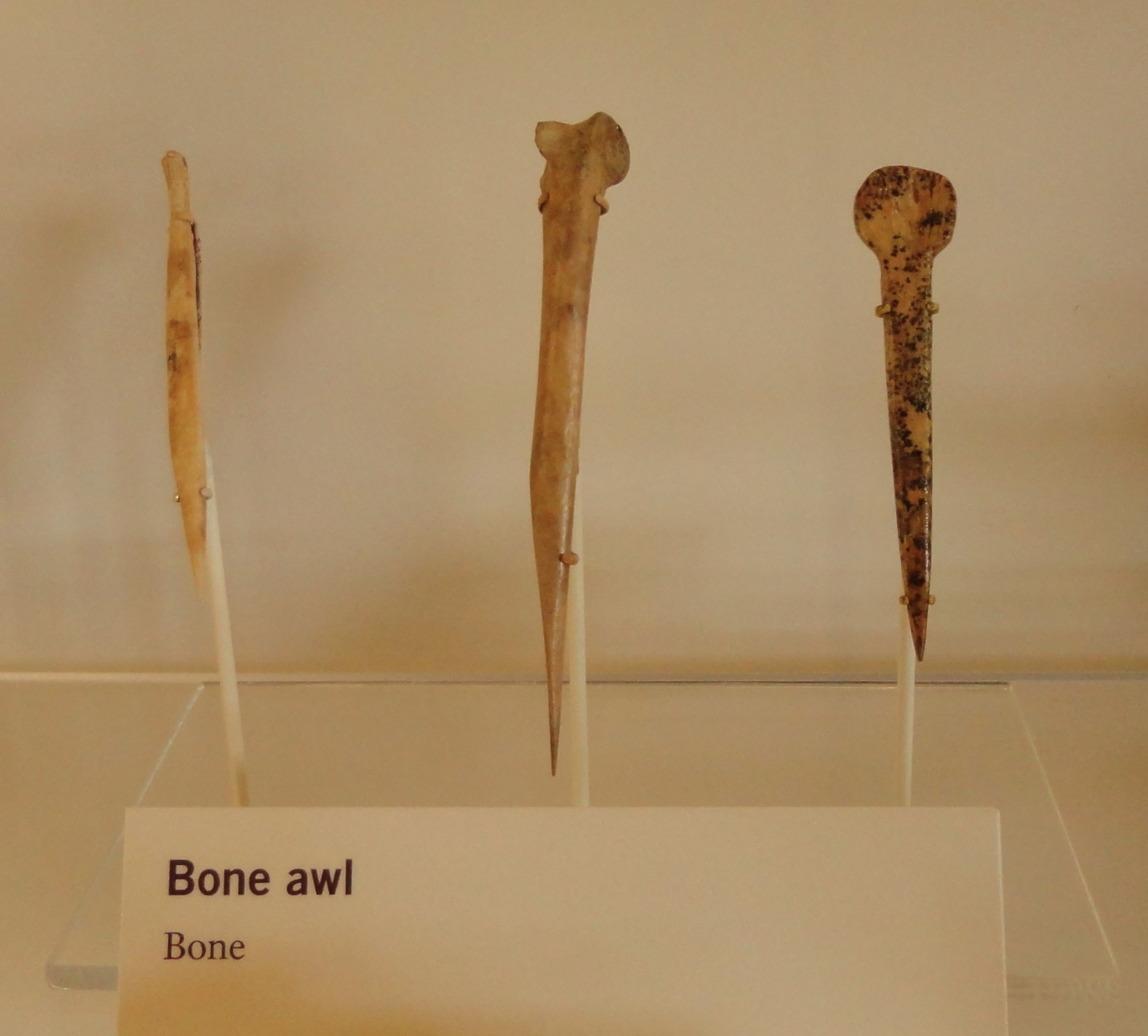
Alêne ancestrale en os.

Les Mesa Verdeans récoltèrent généralement du petit gibier local, mais organisèrent parfois des parties de chasse qui parcouraient de longues distances. Leurs principales sources de protéines animales provenaient du cerf mulet et du lapin, mais ils chassèrent occasionnellement le mouflon d'Amérique, l'antilope et le wapiti. Ils commencèrent à domestiquer les dindes à partir d'environ 1000 et vers le XIe siècle la consommation de l'animal a atteint un sommet, supplantant le cerf comme principale source de protéine sur de nombreux sites. Ces dindes domestiquées consommaient de grandes quantités de maïs, ce qui renforçait encore la dépendance à l'égard de la culture de base. Les puebloans tissèrent des couvertures à partir de plumes de dinde et de fourrure de lapin et fabriquèrent des outils tels que des alènes et des aiguilles à partir d'os de dinde et de cerf. Malgré la disponibilité de poissons dans les rivières et les ruisseaux de la région, des preuves archéologiques suggèrent qu'ils furent rarement consommés.
Les Mesa Verdeans complétèrent leur alimentation en récoltant les graines et les fruits de plantes sauvages, cherchant de grandes étendues de terres tout en se procurant ces ressources. Selon la saison, ils récoltèrent des pignons de pin et des baies de genévrier, des chénopodes, de l'amarante, du pourpier, du tomatille, de la moutarde à la tanaisie, sphaeralcea, des graines de tournesol et du yucca, ainsi que diverses espèces d'herbe et de cactus. Les figues de Barbarie constituèrent une source rare de sucre naturel. Les graines sauvages furent cuites et broyées en bouillie. Ils utilisèrent l'armoise et l'cercocarpe de montagne, ainsi que le pin et le genévrier, pour le bois de chauffage. Ils fumèrent également du tabac sauvage. Parce que les Puebloans Ancestraux considéraient tout le matériel consommé et jeté par leurs communautés comme sacré, leurs amas de coquilles furent regardés avec révérence. À partir de la période Basketmaker III, c. 700, les Mesa Verdiens enterèrent souvent leurs morts dans ces monticules.

#### Poterie
Les savants sont divisés quant à savoir si la poterie a été inventée dans la région des Four Corners ou introduite du sud. Des spécimens de bols d'argile peu profonds et non cuits trouvés au Canyon de Chelly indiquent que l'innovation pourrait avoir été dérivée de l'utilisation de bols d'argile pour dessécher les graines. Des utilisations répétées rendiren ces bols durs et imperméables à l'eau, ce qui pourrait représenter la première poterie cuite dans la région. Une théorie alternative suggère que la poterie est originaire de la région de Mogollon Rim au sud, où des bols en pâte brune furent utilisés pendant les premiers siècles de l'ère commune. D'autres croient que la poterie fut introduite à Mesa Verde du Mexique, c. 300 CE. Il n'y a aucune preuve d'anciens commerce de poterie dans la région, mais les archéologues croient que les potiers locaux échangèrent des marchandises décoratives entre les familles. Fes pots faits avec des roches ignées broyées provenant d'endroits comme Ute Mountain furent plus résistantes et souhaitables, et les Puebloans de toute la région commercèrent pour eux.
L'analyse par activation neutronique indique qu'une grande partie de la poterie noir sur blanc trouvée à Mesa Verde fut produite localement. Les argiles du Crétacé des formations Dakota et Menefee (en) furent utilisées dans les marchandises noir sur blanc, et les argiles de la Formation Mancos pour les jarres ondulées ;  preuve que la poterie des deux types se déplaçait entre plusieurs endroits autour de la région suggère une interaction entre des groupes d'anciens potiers, ou ils pourraient avoir partagé une source commune de matières premières. La poterie noire sur blanc de Mesa Verde fut produite à trois endroits: Sand Canyon, Castle Rock et Mesa Verde. Les preuves archéologiques indiquent que presque tous les ménages avaient au moins un membre qui travaillait comme potier. Les fours en tranchées furent construits loin des pueblos et plus près des sources de bois de chauffage. Leurs tailles varient, mais les plus grandes mesuraient jusqu'à vingt--quatre pieds de long (7,3 m) et furent pensé comme des fours partagés qui ont servi plusieurs familles. Des motifs furent ajoutés aux récipients en céramique avec un pinceau en feuille de yucca et des peintures à base de fer, de manganèse, d' cleome et de moutarde à la tanaisie.
La plupart des poteries trouvées dans les pueblos du IXe siècle furent dimensionnées pour des individus ou des petites familles, mais à mesure que le cérémonialisme communautaire se développait au XIIIe siècle, de nombreux récipients plus grands et à la hauteur d'une fête furent produits. Les décorations ondulées apparaissent sur les marchandises grises de Mesa Verde après 700 et vers 1000 des poteries entières furent ouvrées de cette manière. La technique créa une surface extérieure rugueuse qui fut plus facile à tenir que les poteries grises ordinaires, qui étaient lisses. Au XIe siècle, ces récipients striés, qui dissipaient la chaleur plus efficacement que les plus lisses, avaient largement remplacé le style plus ancien, dont la tendance à retenir la chaleur les rendait enclins à bouillir. Des striures se sont probablement développée lorsque les anciens potiers ont tenté d'imiter les propriétés visuelles de la vannerie enroulée . Les fournitures striées furent faites en utilisant de l'argile provenant de formations autres que Menefee, ce qui suggère que les anciens potiers choisirent des argiles différentes pour différents styles. Les potiers également sélectionnèrent les argiles et modifièrent les conditions de cuisson pour obtenir des couleurs spécifiques. Dans des conditions normales, les pots faits de schiste de Mancos devinrent gris lors de la cuisson, et ceux faits d'argile de la Formation de Morrison devinrent blancs. Les argiles du sud-est de l'Utah devinrent rouges lorsqu'elles furent cuites dans un environnement à haute teneur en oxygène.

#### Art rupestre et peintures murales

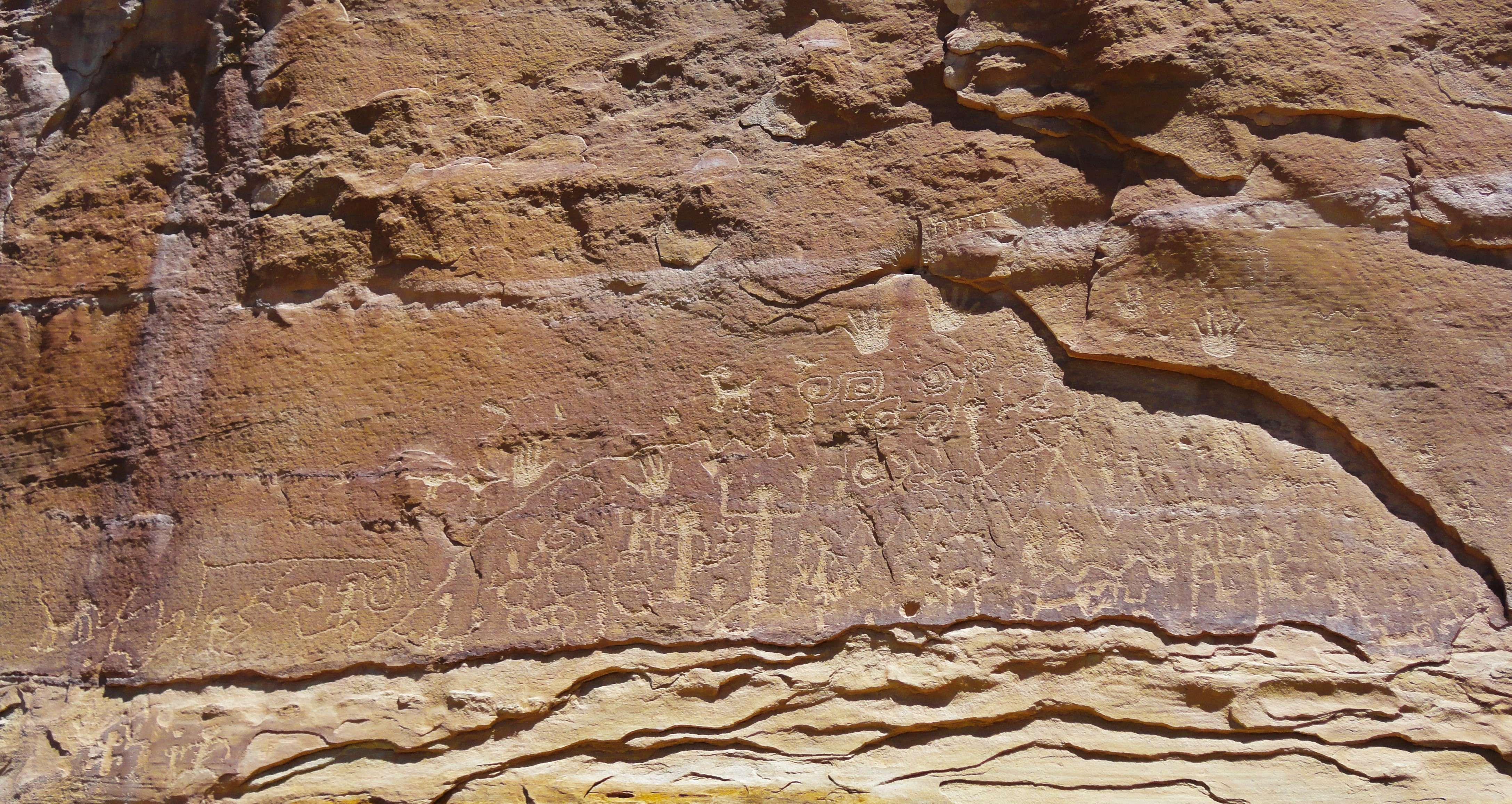
Mesa Verde's Petroglyph Point ; les glyphes représentent (en haut de droite à gauche) les clans de l'Aigle, du Mouton de Montagne, du Perroquet, du Crapaud Cornu et du Lion de Montagne, et les Puebloans Ancestraux (en bas).

L'art rupestre est présent dans toute la région de Mesa Verde, mais sa dispersion est inégale et périodique. Certains endroits ont de nombreux exemples; d'autres n'en ont pas, et certaines périodes ont vu une création prolifique, tandis que d'autres en ont vu peu. Les styles varient également avec le temps. Les exemples sont relativement rares à Mesa Verde proprement dit, mais abondants dans la région moyenne de la rivière San Juan, ce qui pourrait indiquer l'importance de la rivière en tant que voie de déplacement et source principale d'eau. Les motifs communs de l'art rupestre de la région comprennent des figures anthropomorphes en procession et pendant la copulation ou l'accouchement, des empreintes de mains, des traces d'animaux et de personnes, des lignes ondulées, des spirales, des cercles concentriques, des animaux et des scènes de chasse. Alors que la population de la région chute à la fin du XIIIe siècle, le sujet de l'art rupestre Mesa Verdean de plus en plus se déplace vers des représentations de boucliers, de guerriers et de scènes de bataille. Les Hopi modernes interprétèrent les pétroglyphes de Mesa Verde's Petroglyph Point comme des représentations de divers clans de personnes.
Démarrant à la fin de la période Pueblo II (1020) et continuant sur Pueblo III (1300), les Puebloans Ancestraux de la région de Mesa Verde créent des peintures murales en plâtre dans leurs grandes maisons, en particulier dans leurs kivas. Les peintures murales contiennent à la fois des images peintes et inscrites représentant des animaux, des personnes et des dessins utilisés dans les textiles et la poterie datant d'aussi loin que le Basketmaker III, c. 500 . D'autres représentent des triangles et des monticules censés représenter des montagnes et des collines dans le paysage environnant. Les peintures murales furent généralement situées sur la face du gradin de kiva  encerclant généralement la pièce. Les motifs géométriques qui ressemblent aux symboles utilisés dans la poterie et les zigzag qui représentent les points de suture utilisés dans la vannerie sont des motifs courants. Les peintures murales peintes inclurent les couleurs rouge, vert, jaune, blanc, marron et bleu. Les motifs furent encore utilisés par les Hopis aux XVe et XVIe siècles.

## Écologie et géographie anthropiques
L'écologie anthropique fait référence à l'impact humain sur les animaux et les plantes dans un écosystème. Un passage des animaux de gibier moyens et grands, tels que les cerfs, les mouflons d'Amérique et les antilopes, à des animaux plus petits comme les lapins et la dinde au cours du milieu du Xe siècle au milieu du XIe siècle pourrait indiquer que la chasse de subsistance mesa-verdienne avait considérablement modifié la faune populations de la mesa. L'analyse de restes de rat à queue touffue indique que, à l'exception des espèces envahissantes telles que le virevoltant et le trèfle, la flore et la faune de la région sont restées relativement cohérentes au cours des 4 000 dernières années.
Selon les types de végétation naturelle potentielle des États-Unis de A. W. Kuchler (en), le parc national de Mesa Verde a un type de végétation potentiel Juniper/Pinyon (23) avec une forme de végétation potentielle forêt de montagne du Grand Bassin (en) / forêt du sud-ouest ( 4 ) .
Les canyons de Mesa Verde furent créés par des ruisseaux qui ont érodé le grès dur qui recouvre la région. Cela a abouti à des élévations du parc national de Mesa Verde allant d'environ 1 829 à 2 613 m, la plus haute altitude de Park Point. Le terrain du parc est maintenant une zone de transition entre les bas plateaux désertiques et les montagnes Rocheuses.

## Géologie
Bien que les premiers explorateurs espagnols de la région aient nommé la fonction Mesa Verde, le terme est impropre, car les vraies mesas sont presque parfaitement plates. Parce que Mesa Verde est incliné vers le sud, le terme géologique approprié est cuesta, et non mesa. Le parc est composé de plusieurs petites cuestas situées entre les canyons. L'inclinaison de Mesa Verde a contribué à la formation des alcôves qui ont préservé les falaises de la région.
À la fin du Crétacé, le Schiste de Mancos a été déposé au sommet du grès du Dakota, qui est la formation rocheuse que l'on trouve sous une grande partie du Colorado. Les lits des schistes de Mancos sont des "grès, grès et schistes à grains fins" qui se sont accumulés dans les eaux profondes de la mer du Crétacé. Il a une teneur élevée en argile qui le fait se dilater lorsqu'il est mouillé, ce qui entraîne un glissement du terrain. En plus de ce schiste, il y a trois formations dans le groupe Mesaverde qui reflètent les changements de l'environnement de dépôt dans la région au fil du temps. Le premier est le Point Lookout Sandstone (en), qui porte le nom de la fonction Point Lookout dans le parc (altitude 8 427 pieds). Ce grès, qui s'est formé dans le milieu marin des eaux peu profondes lors du retrait de la mer du Crétacé, est "massif, à grains fins, à lit transversal et très résistant", dans ses couches reflétant les vagues et les courants qui étaient présents pendant la période de sa formation. Ses sédiments mesurent environ 400 pieds d'épaisseur et ses couches supérieures présentent des invertébrés fossilifères.
Vient ensuite la formation de Menefee, la formation moyenne dont le contenu comprend des schistes carbonés interstratifiés, des siltstones et des grès. Ceux-ci ont été déposés dans des environnements semi-marins d'eau saumâtre, tels que des marécages et des lagunes. En raison de son environnement de dépôt et de la matière organique dans sa composition, de minces filons de charbon traversent la formation de Menefee. Au sommet, cette formation est envahie par le grès de Cliff House.
Le grès de Cliff House est la plus jeune couche rocheuse de la région. Il s'est formé après que la mer du Crétacé s'est complètement retirée et a par conséquent une forte teneur en sable des plages et de dunes. Il reçoit de cela sa teinte jaune caractéristique à ses faces de canyon. Comme le grès de Point Lookout, il mesure environ 400 pieds d'épaisseur. Il contient de nombreux lits fossiles de différents types de coquilles, de dents de poisson et d'autres restes d'invertébrés de la mer en retrait. Les zones de schiste dans cette caractéristique déterminent où les alcôves se sont formées où les ancêtres pueblos ont construit leurs habitations.
Au cours de la période du Crétacé et jusqu'au début du Tertiaire, il y a eu une élévation dans la région du plateau du Colorado, des montagnes de San Juan et des La Plata Mountains (en), ce qui a conduit à la formation du fronton de Mesa Verde à l'aide de l'érosion. De petits canaux d'eau traversaient cette formation déposant du gravier. Plus tard dans le Tertiaire, la dernière période de soulèvement et d'inclinaison de la roche vers le sud a fait que ces cours d'eau se sont rapidement creusés dans la roche, retirant les sédiments meubles et formant les vastes canyons vus aujourd'hui. Cela a provoqué l'isolement du fronton de Mesa Verde de la roche environnante. Aujourd'hui, le climat étant plus aride, ces processus d'érosion sont ralentis.

## Redécouverte

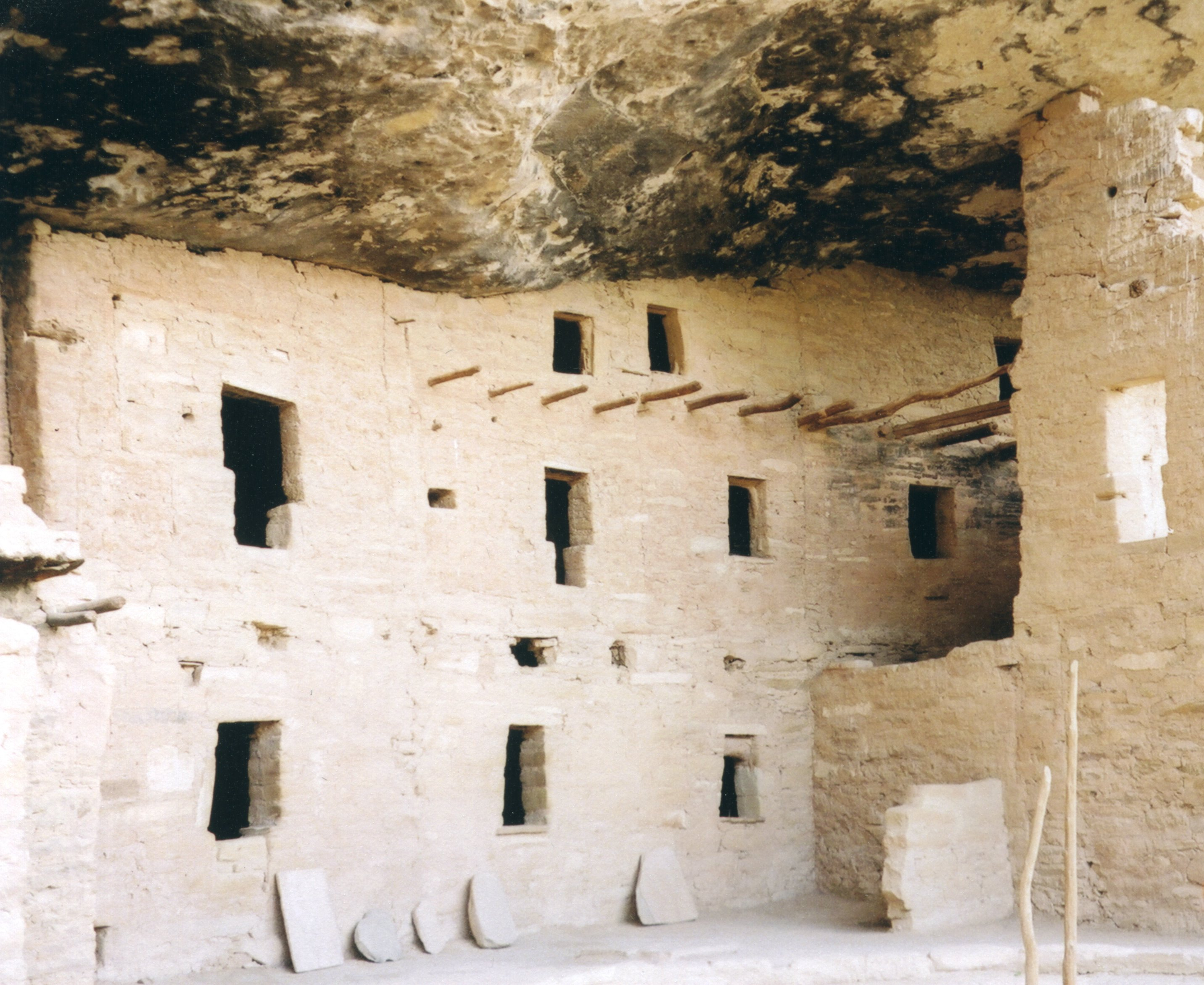
Spruce Tree House.

Les missionnaires et explorateurs mexico-espagnols de l'expédition Domínguez–Escalante (en), à la recherche d'un itinéraire de Santa Fe à la Californie, fidèlement enregistrèrent leurs voyages en 1776. Ils atteignirent la région de Mesa Verde (plateau vert), qu'ils nommèrent d'après ses hauts plateaux couverts d'arbres, mais ils ne se rapprochèrent jamais assez, ni dans l'angle de vue nécessaire, pour voir les anciens villages de pierre . Ils furent les premiers hommes blancs à parcourir la route à travers une grande partie du plateau du Colorado jusqu'à l'Utah et de retour à travers l'Arizona jusqu'au Nouveau-Mexique.
La région de Mesa Verde longtemps fut occupée par les Utes, et un traité de 1868 les liant au gouvernement des États-Unis reconnut à Ute la propriété de toutes les terres du Colorado à l'ouest du Continental Divide. Un nouvel intérêt pour la terre dans l'ouest du Colorado détermina la conclusion d'un nouveau traité en 1873 qui laissa à Ute, une bande de terre dans le sud-ouest du Colorado entre la frontière avec le Nouveau-Mexique et 15 milles au nord. La plus grande partie de Mesa Verde se trouve dans cette bande de terre. Les Ute hivernèrent dans les canyons chauds et profonds et y trouvèrent refuge, ainsi que dans les hauts plateaux de Mesa Verde. Croyant que les habitations sur les falaises étaient des sites ancestraux sacrés, ils ne vécurent pas dans les anciennes habitations.
Des trappeurs et des prospecteurs occasionnels visitèrent le site, dont un prospecteur, John Moss, qui fit ses observations en 1873. L'année suivante, Moss emmena le l'éminent photographe William Henry Jackson à travers le canyon de Mancos, à la base de Mesa Verde. Là, Jackson photographia et fit connaître une habitation typique en pierre. Le géologue William Henry Holmes (en) retraça l'itinéraire de Jackson en 1875. Le rapports de Jackson et de Holmes fut inclus dans le rapport de 1876 de Hayden, l'un des quatre efforts financés par le gouvernement fédéral pour explorer l'Ouest américain. Ces publications et d'autres conduisirent à des propositions d'étude systématique des sites archéologiques du sud-ouest.
Dans sa quête pour trouver des colonies ancestrales puebloennes, Virginia Donaghe McClurg, journaliste pour le New York Daily Graphic (en), visita Mesa Verde en 1882 et 1885. Son parti redécouvrit Echo Cliff House, Three Tier House et Balcony House en 1885; ces découvertes l'inspirèrent pour protéger les habitations et les artefacts .

### Wetherills
Une famille d'éleveurs de bétail, les Wetherills, se lia d'amitié avec des membres de la tribu Ute près de leur ranch au sud-ouest de Mancos, au Colorado. Avec l'approbation de la tribu Ute, les Wetherills furent autorisés pendant l'hiver à mener du bétail dans les plateaux inférieurs et plus chauds de l'actuelle réserve Ute (en). La rumeur des grandes maisons ancestrales des Puebloens s'était répandue, et Acowitz, membre de la tribu Ute, parla aux Wetherills d'une habitation spéciale sur une falaise à Mesa Verde: "Au fond de ce canyon et près de sa tête se trouvent de nombreuses maisons des anciens - les Anciens. Une de ces maisons, haute dans les rochers, est plus grande que toutes les autres. Les Utes n'y vont jamais, c'est un lieu sacré. "  . Le 18 décembre 1888, Richard Wetherill (en) et le cow-boy Charlie Mason redécouvrirent Cliff Palace après avoir repéré les ruines du haut de Mesa Verde. Wetherill donna à la ruine son nom actuel. Richard Wetherill, sa famille et ses amis explorèrent les ruines et rassemblèrent des artefacts, dont certains furent vendus à la Société historique du Colorado, et qu'ils conservèrent en grande partie . Parmi les personnes qui étaient avec les Wetherills, et qui explorèrent les habitations de falaise, se trouvait l'alpiniste, photographe et auteur, Frederick H. Chapin (en), qui visita la région pendant 1889 et 1890. Il décrivit le paysage et les ruines dans un article de 1890 et plus tard dans un livre de 1892, The Land of the Cliff-Dwellers, qu'il illustra avec des cartes dessinées à la main et des photographies personnelles.

### Gustaf Nordenskiöld

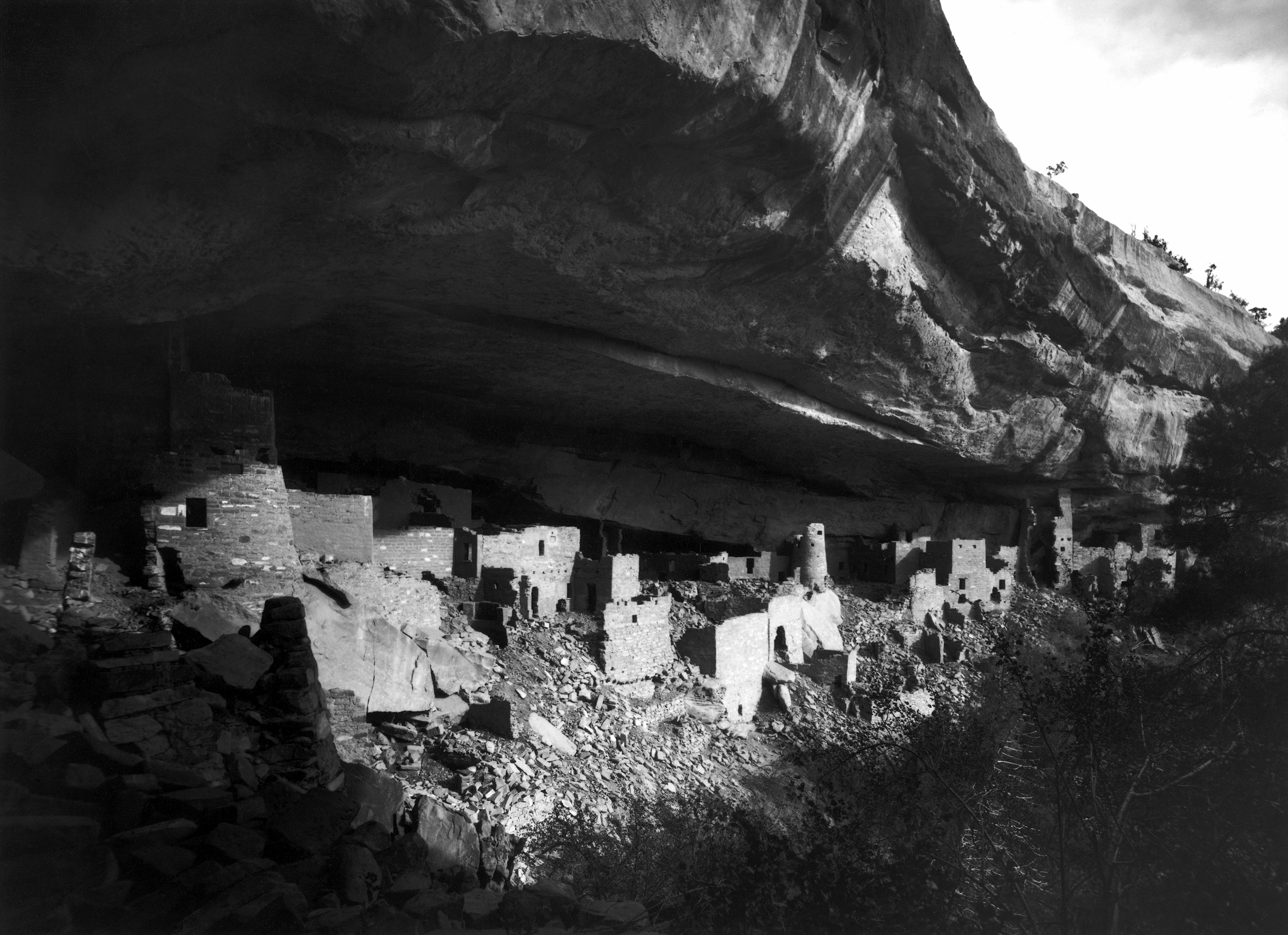
Cliff Palace en 1891, par Gustaf Nordenskiöld.

Les Wetherills également accueillirent Gustaf Nordenskiöld, le fils de l'explorateur polaire Adolf Erik Nordenskiöld, en 1891 . Nordenskiöld était un minéralogiste qualifié qui introduisit des méthodes scientifiques dans la collecte d'artefacts ;il enregistra des emplacements, photographia de manière approfondie, fit des schémas des sites et corréla ce qui il avait observé avec la littérature archéologique existante, ainsi que l'expertise locale des Wetherills . Il enleva beaucoup d'artefacts, envoyés en Suède, et qui terminèrent au Musée national de Finlande. Nordenskiöld publia, en 1893, The Cliff Dwellers of the Mesa Verde. Quand Nordenskiöld expédia la collection d'artefacts de Mesa Verde qu'il avait rassemblée, l'événement déclencha des inquiétudes sur la nécessité de protéger la terre de Mesa Verde et ses ressources.

## Parc national

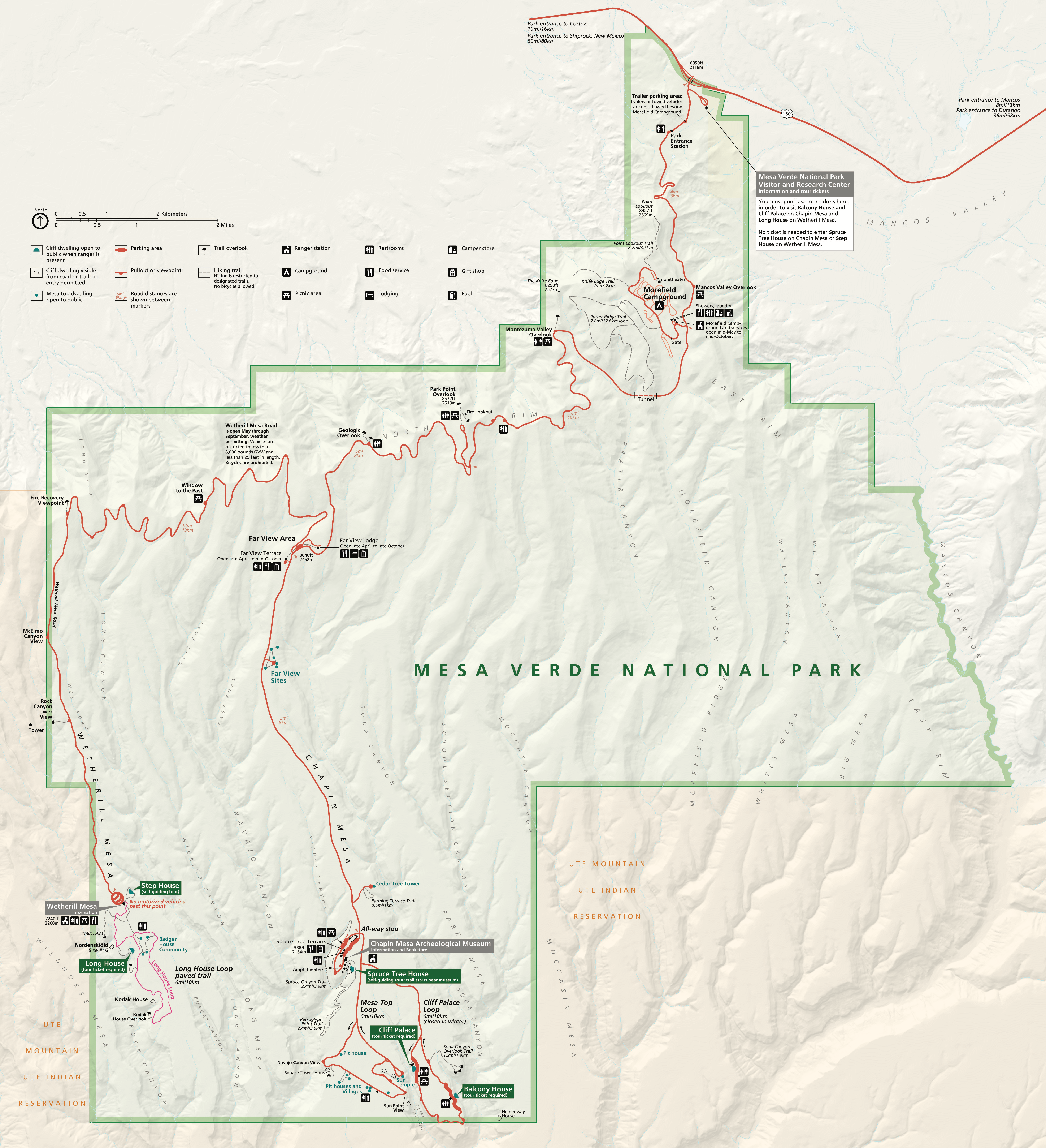
Plan du parc.

En 1889, Goodman Point Pueblo devint le premier site archéologique précolombien de la région de Mesa Verde à obtenir la protection fédérale. C'était le premier site de ce type à être protégé aux États-Unis. Virginia McClurg fut diligente dans ses efforts entre 1887 et 1906 pour informer les États-Unis et la communauté européenne de l'importance de protéger le matériel historique important et les habitations à Mesa Verde. Ses efforts inclurent le soutien de 250 000 femmes à travers la Federation of Women's Clubs, l'écriture et la publication de poèmes dans des magazines populaires, les discours au niveau national et international et la formation de la Colorado Cliff Dwellers Association. Le but des Colorado Cliff Dwellers fut de protéger les ressources des habitations des falaises du Colorado, en récupérant autant d'artefacts originaux que possible et en partageant des informations sur les personnes qui y habitèrent. Une autre militante pour la protection de Mesa Verde et de ses sites archéologiques préhistoriques fut Lucy Evelyn Peabody (en) , qui, à Washington, DC, rencontra des membres du Congrès pour promouvoir la cause  . L'ancien surintendant du parc national de Mesa Verde, Robert Heyder, communiqua sa croyance que le parc aurait pu être beaucoup plus significatif avec les centaines d'artefacts pris par Nordenskiöld.

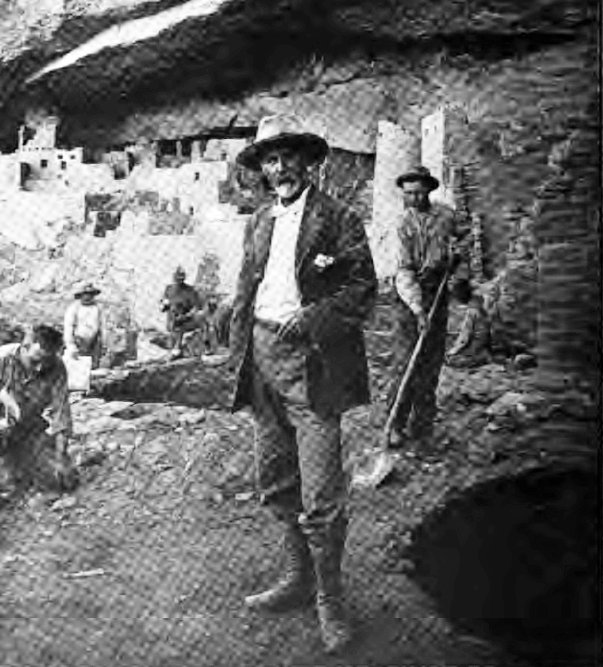
Jesse Walter Fewkes et les habitations de falaise de Mesa Verde, c. 1910.

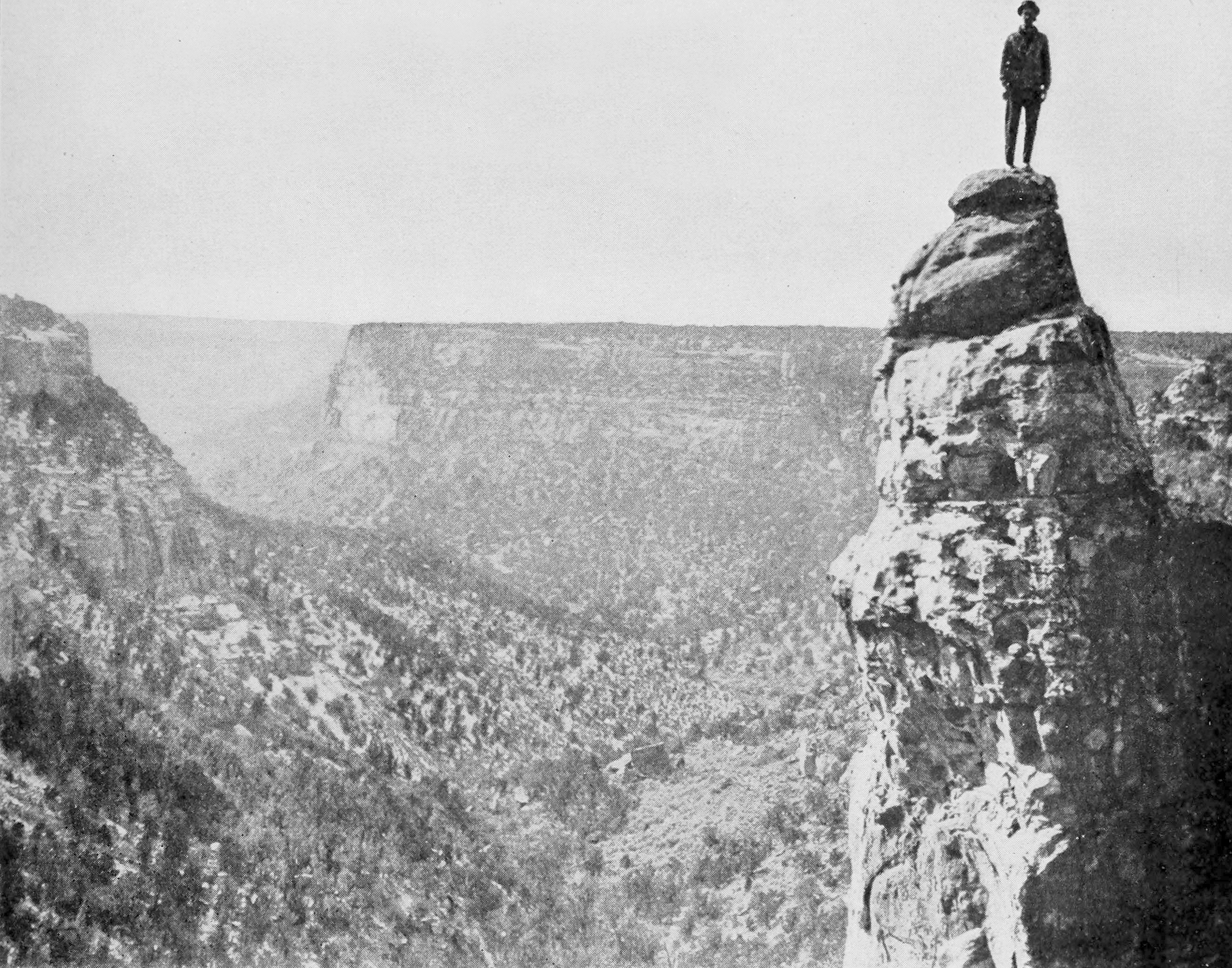
Parc national de Mesa Verde, 1917.

À la fin du XIXe siècle, il devint évident que Mesa Verde devait être protégé contre les personnes en général qui venaient à Mesa Verde et créaient ou vendaient leur propre collection d'objets. Dans un rapport au secrétaire de l'Intérieur, l'ethnologue de la Smithsonian Institution Jesse Walter Fewkes décrivit le vandalisme au Cliff Palace de Mesa Verde.
De nombreux artéfacts de Mesa Verde se trouvent maintenant dans des musées et des collections privées aux États-Unis et dans le monde. Une sélection représentative de récipients en poterie et d'autres objets, par exemple, se trouve maintenant au British Museum de Londres. En 1906, le président Theodore Roosevelt approuva la création du parc national de Mesa Verde et la loi fédérale sur les antiquités de 1906. Le parc se conçoit comme un effort pour « preserve the works of man » et fut le premier parc créé pour protéger un endroit d'importance culturelle. Le parc fut nommé avec le terme espagnol pour la table verte en raison de ses forêts de genévriers et de pins à pignons.

### Fouilles et protection
Entre 1908 et 1922, les ruines de Spruce Tree House, Cliff Palace et Sun Temple furent stabilisées . La plupart des premiers efforts furent dirigés par Jesse Walter Fewkes. Pendant les années 1930 et 40, les travailleurs du Civilian Conservation Corps, à partir de 1932, jouèrent des rôles clés à Mesa Verde, dans les efforts d'aménagement, construisant des sentiers et des routes, créant des expositions de musée et construisant des bâtiments. De 1958 à 1965, le projet archéologique de Wetherill Mesa comprit des fouilles archéologiques, la stabilisation des sites et des études. Avec les fouilles et l'étude de onze sites de Wetherill Mesa, il fut considéré comme le plus grand effort archéologique aux États-Unis. Le projet supervisa la fouille de Long House et de Mug House.
En 1966, comme pour toutes les zones historiques administrées par le service des parcs nationaux, Mesa Verde fut inscrite au registre national des lieux historiques et en 1987, le district administratif de Mesa Verde a été inscrit sur le registre. Il a été inscrit sur la liste du Patrimoine mondial en 1978. Dans ses récompenses de voyage 2015, le magazine Sunset nomma le parc national de Mesa Verde « the best cultural attraction » des États-Unis occidentaux.

## Sites archéologiques
- Badger House Community
  - Badger House
  - Basketmaker Pithouses
  - Pueblo Village
  - Two Raven House
- Balcony House
- Cedar Tree Tower
- Cliff Palace
- Far View Sites Complex
  - Coyote Village
  - Far View House
  - Far View Reservoir
  - Far View Tower
  - Megalithic House
  - Pipe Shrine House
- Fire Temple
- Hemenway House
- House of Many Windows
- Kodak House
- Long House
- Mesa Top Sites
- Morefield Reservoir
- New Fire House
- Nordenskiöld Site 16
- Oak Tree House
- Pithouse
- Spruce Tree House
- Square Tower House
- Step House
- Sun Point Pueblo
- Sun Temple
- Sunset House

## Sentiers de randonnée
- Knife Edge Trail
- Long House Loop Trail
- Petroglyph Point Trail
- Point Lookout Trail
- Prater Ridge Trail
- Soda Canyon Overlook Trail
- Spruce Canyon Trail

## Aires protégées
- Mesa Verde Wilderness

## Divers
Carl Barks s'est inspiré des constructions troglodytiques du site pour représenter les mythiques cités d'or de Cibola dans sa bande dessinée Les Sept Cités de Cibola (1954), mettant en scène Balthazar Picsou et Donald Duck.